# Liste der Biografien/Chan
Liste der Biografien |
Portal Biografien |
Personensuche
# |
A |
B |
C |
D |
E |
F |
G |
H |
I |
J |
K |
L |
M |
N |
O |
P |
Q |
R |
S |
T |
U |
V |
W |
X |
Y |
Z |
?
 
Ca |
Cb |
Cc |
Ce |
Ch |
Ci |
Cj |
Ck |
Cl |
Cm |
Cn |
Co |
Cr |
Cs |
Ct |
Cu |
Cv |
Cw |
Cy |
Cz
 
Cha |
Chb |
Che |
Chh |
Chi |
Chk |
Chl |
Chm |
Chn |
Cho |
Chr |
Cht |
Chu |
Chv |
Chw |
Chy
 
Chaa |
Chab |
Chac |
Chad |
Chae |
Chaf |
Chag |
Chah |
Chai |
Chaj |
Chak |
Chal |
Cham |
Chan |
Chao |
Chap |
Chaq |
Char |
Chas |
Chat |
Chau |
Chav |
Chaw |
Chay |
Chaz
Die Liste der Biografien führt alle Personen auf, die in der deutschsprachigen Wikipedia einen Artikel haben. Dieses ist eine Teilliste mit 569 Einträgen von Personen, deren Namen mit den Buchstaben „Chan“ beginnt.

## Chan
- Chan Blanco, Alexandre (* 1993), amerikanisch-spanischer Handballspieler
- Chan Chak K'ak'nal Ajaw, Herrscher der Maya-Stadt Uxmal (um 900)
- Chan Chia Fong (* 1976), malaysische Badmintonspielerin
- Chan Ho Yee (* 1984), chinesische Sprinterin (Hongkong)
- Chan Hou-sheng (* 1949), taiwanischer Politiker, Soziologe und Hochschullehrer
- Chan Keng Kwang (* 1980), singapurischer Billardspieler
- Chan Nyein Kyaw (* 1992), myanmarischer Fußballspieler
- Chan Peng Soon (* 1988), malaysischer Badmintonspieler
- Chan Seyha (* 1994), kambodschanischer Sprinter
- Chan Soon Cheong, James (1926–2023), malaysischer Geistlicher, römisch-katholischer Bischof von Melaka-Johor
- Chan Tan Lui (* 1969), hongkong-chinesische Tischtennisspielerin
- Chan Tung, Falani, samoanischer Diplomat und Beamter
- Chan, Adam, chinesischer Schauspieler, Action-Choreograf und Regisseur
- Chan, Alfred, chinesischer Manager
- Chan, Alina, kanadische Molekularbiologin
- Chan, Amy (* 1961), chinesische Badmintonspielerin (Hongkong)
- Chan, Andrew (* 1962), anglikanischer Bischof von Hongkong
- Chan, Arnold (1967–2017), kanadischer Rechtsanwalt und Politiker
- Chan, Benny (1961–2020), chinesischer Drehbuchautor, Filmregisseur und FilmproduzentBenny Chan (1961–2020)

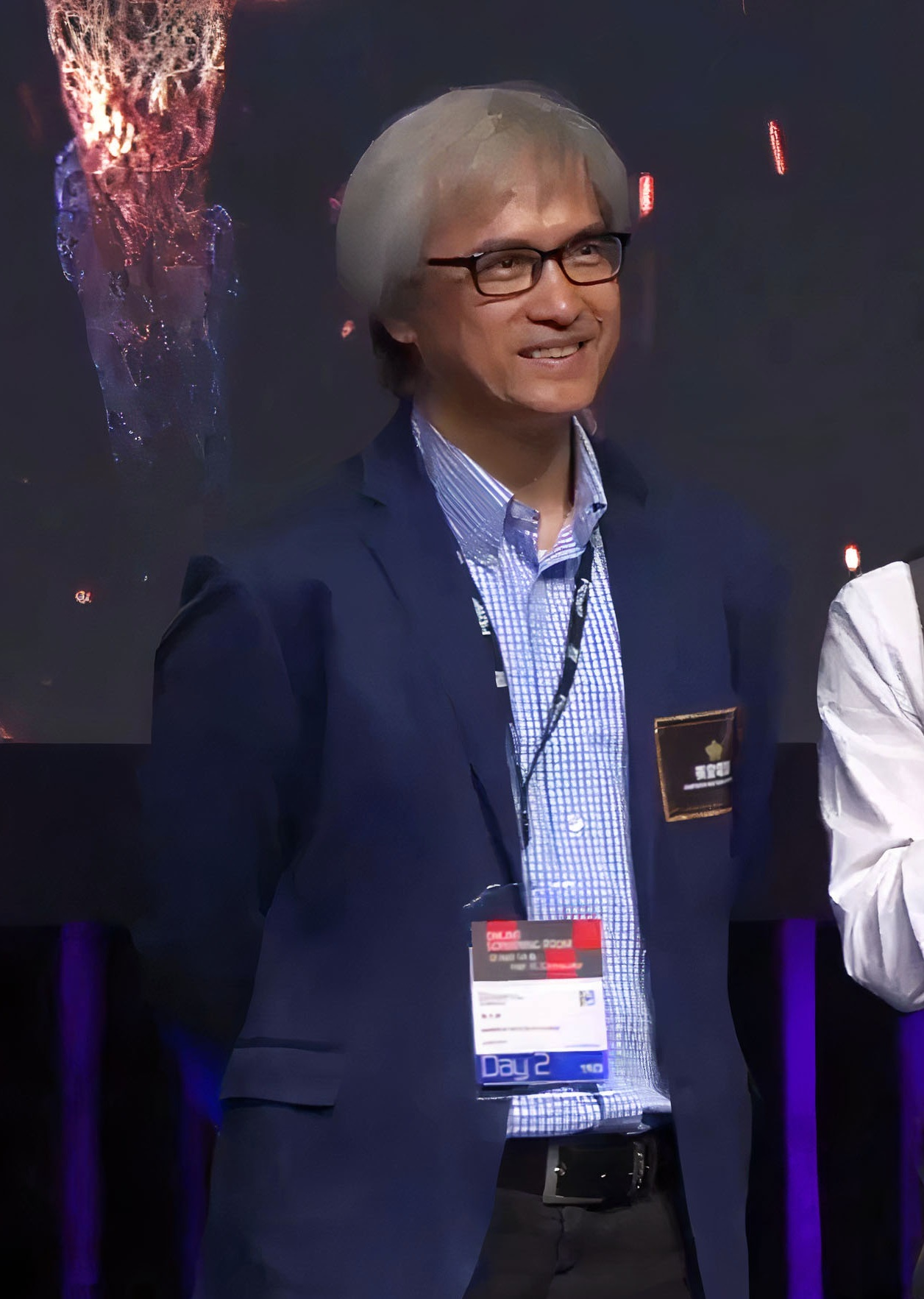
Benny Chan (1961–2020)

- Chan, Chak (1915–1949), chinesischer Admiral der Marine
- Chan, Cheryl (* 1995), singapurische Leichtathletin
- Chan, Chi Choi (* 1961), chinesischer Badmintonspieler (Hongkong)
- Chan, Chi Ming (* 1964), hongkong-chinesischer Tischtennisspieler
- Chan, Chike (* 1974), britischer Schauspieler
- Chan, Chin-wei (* 1985), taiwanische Tennisspielerin
- Chan, Chong Ming (* 1980), malaysischer Badmintonspieler
- Chan, Chun Hing (* 1981), chinesischer Radrennfahrer (Hongkong)
- Chan, Chun Sing (* 1969), singapurischer Politiker
- Chan, Dennis (* 1949), chinesischer Schauspieler, Drehbuchautor, Regisseur und Filmproduzent
- Chan, Domingos (* 1970), macauischer Fußballspieler
- Chan, Dschan Mohammed († 2011), afghanischer Politiker
- Chan, Eddie (* 1954), chinesisch-philippinischer Schauspieler
- Chan, Elim (* 1986), hongkong-chinesische Dirigentin
- Chan, Erin (* 1979), kanadische Synchronschwimmerin
- Chan, Fai Lui (* 1955), Radrennfahrer aus Hongkong
- Chan, Francis (1913–1967), singapurischer Geistlicher und römisch-katholischer Bischof von Penang
- Chan, Francis (* 1967), US-amerikanischer evangelikaler Geistlicher und Autor
- Chan, Franky (* 1965), hongkong-chinesischer Snookerspieler
- Chan, Fruit (* 1959), chinesischer Regisseur
- Chan, Gabriel Gatwech (1960–2017), Rebellenführer im Südsudan
- Chan, Gemma (* 1982), britische SchauspielerinGemma Chan (* 1982)

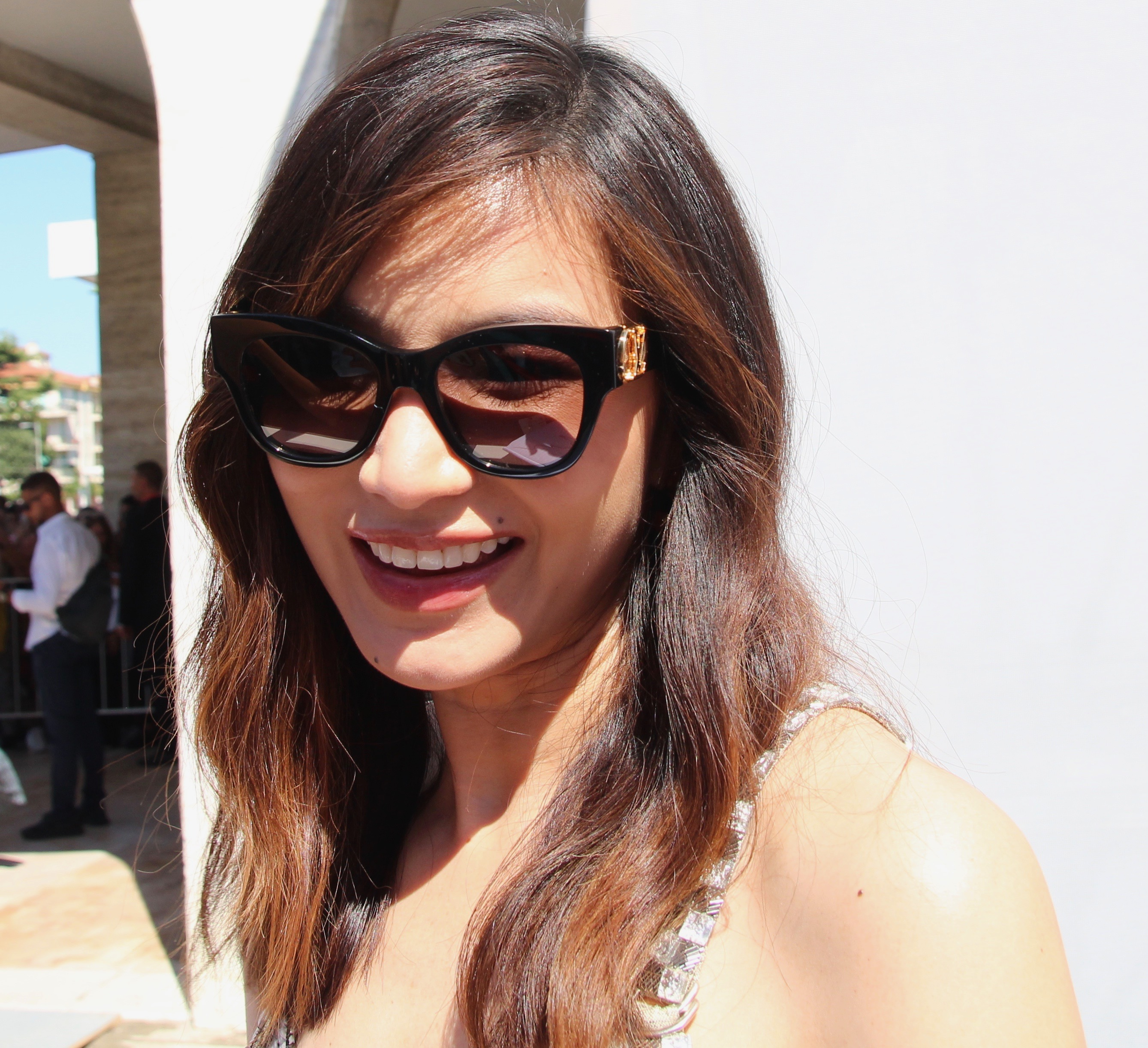
Gemma Chan (* 1982)

- Chan, George B. (1921–1998), Szenenbildner und Artdirector
- Chan, German Borissowitsch (* 1961), russischer Unternehmer
- Chan, Gordon (* 1959), chinesischer Filmregisseur, Drehbuchautor und Schauspieler
- Chan, Hao-ching (* 1993), taiwanische Tennisspielerin
- Chan, Hung Yung (* 1990), chinesische Badmintonspielerin (Hongkong)
- Chan, Io Chong (* 1985), chinesischer Badmintonspieler (Macau)
- Chan, Jackie (* 1954), chinesischer SchauspielerJackie Chan (* 1954)

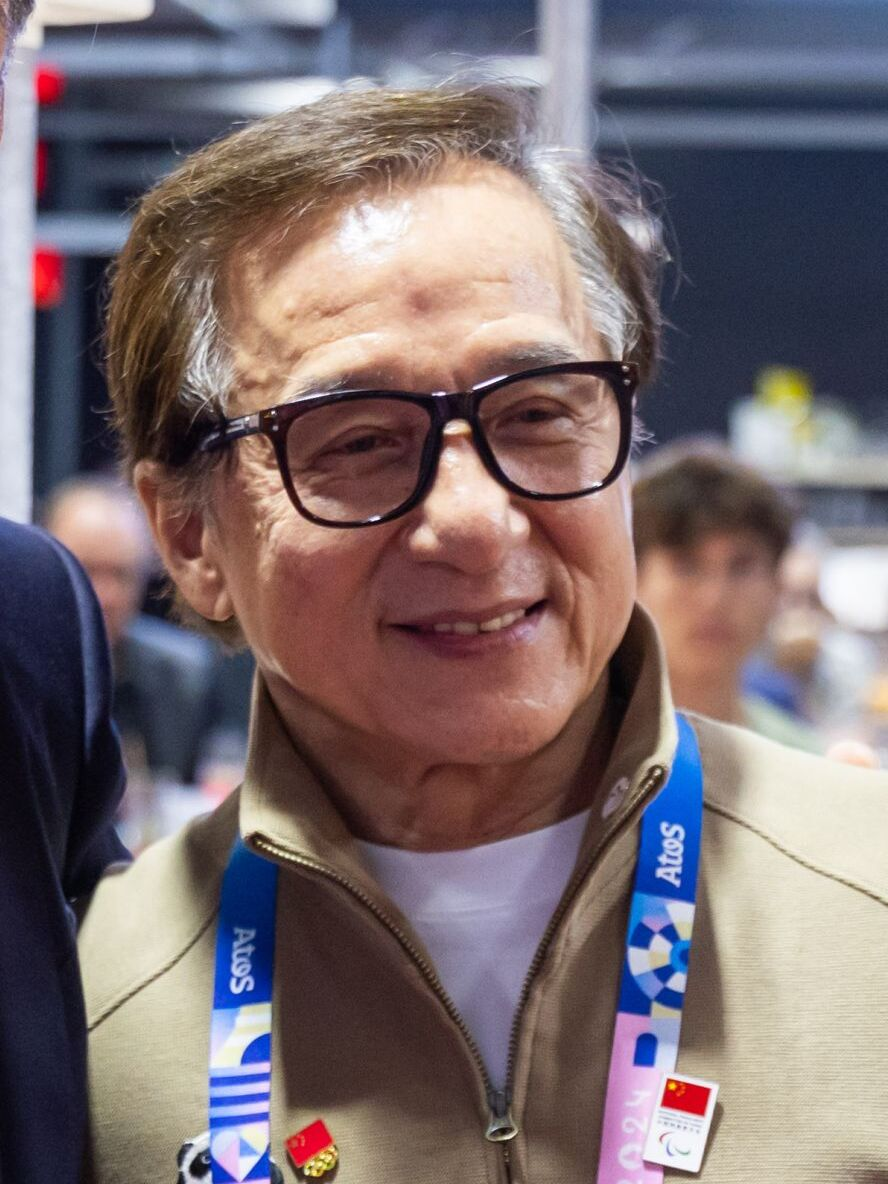
Jackie Chan (* 1954)

- Chan, Jaycee (* 1982), US-amerikanischer Schauspieler und Sänger chinesisch-taiwanischer Herkunft
- Chan, Joey (* 1988), chinesische Squashspielerin (Hongkong)
- Chan, Johnny (* 1957), US-amerikanischer Pokerspieler
- Chan, Jordan (* 1967), chinesischer Schauspieler und Sänger
- Chan, Joshua (* 1962), chinesischer Komponist, Violinist und Erhu-Spieler
- Chan, Judy (* 1978), chinesische Wein-Unternehmerin und Inhaberin eines Weingutes
- Chan, Julius (1939–2025), papua-neuguineischer Politiker
- Chan, Ka Nin (* 1949), kanadischer Komponist und Musikpädagoge
- Chan, Kazuhiro (* 1985), japanischer Tischtennisspieler
- Chan, Kee, singapurischer Schauspieler
- Chan, Keith (* 1981), kanadischer Badmintonspieler
- Chan, Kim (1917–2008), US-amerikanischer Schauspieler
- Chan, Kin Ngai (* 1968), chinesischer Badmintonspieler (Hongkong)
- Chan, Kin Wa (* 2002), macauischer Sprinter
- Chan, Kon Leong, malaysischer Badmintonspieler
- Chan, Kong Wah (* 1961), chinesischer Tischtennisspieler und -trainer (Hongkong)
- Chan, Kwok Ming (* 1975), hongkong-chinesischer Snookerspieler
- Chan, Kwong Beng (* 1988), malaysisch-US-amerikanischer Badmintonspieler
- Chan, Lam Hams (* 1955), chinesischer Radrennfahrer aus Hongkong
- Chan, Latisha (* 1989), taiwanische Tennisspielerin
- Chan, Laurie (* 1965), salomonischer Politiker, Abgeordneter, Minister und Botschafter in der Republik China (Taiwan)
- Chan, Margaret (* 1947), chinesische Politikerin (UN), Generaldirektorin der Weltgesundheitsorganisation
- Chan, Marty (* 1965), kanadischer Schriftsteller
- Chan, Mei Mei (* 1978), chinesische Badmintonspielerin (Hongkong)
- Chan, Michael Paul (* 1950), US-amerikanischer SchauspielerMichael Paul Chan (* 1950)

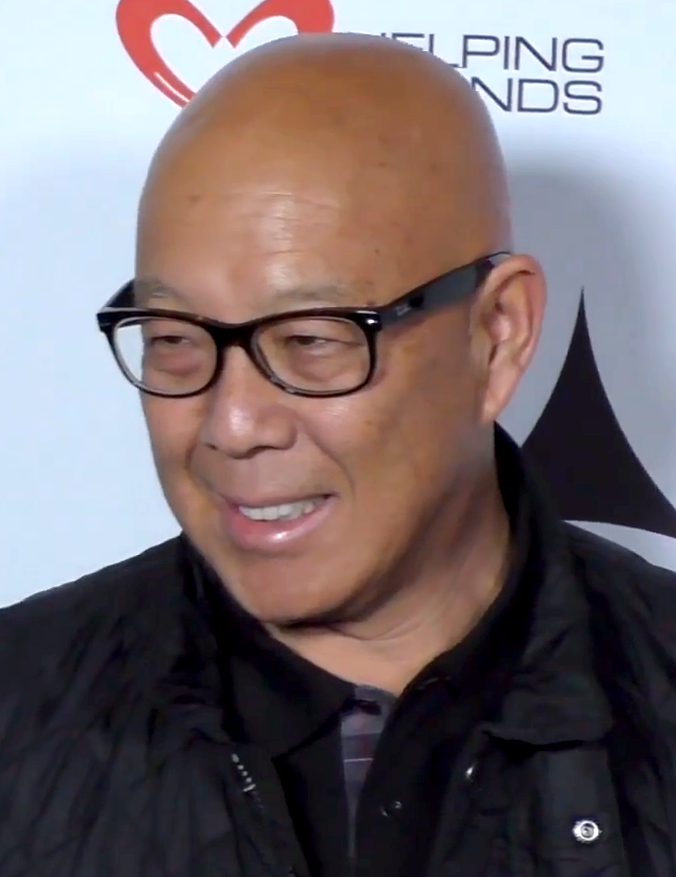
Michael Paul Chan (* 1950)

- Chan, Michael, Baron Chan (1940–2006), britischer Politiker und Arzt
- Chan, Michelle (* 1987), neuseeländische Badmintonspielerin
- Chan, Ming Tai (* 1995), hongkong-chinesischer Weitspringer
- Chan, Ming-chi (* 1961), chinesischer Komponist und Musikpädagoge
- Chan, Moses (* 1971), chinesischer Schauspieler und Sänger (Hongkong)
- Chan, Moses H. W. (* 1946), US-amerikanischer Physiker
- Chan, Nicholas (* 1986), malaysischer Schachspieler
- Chan, Oi Ni (* 1966), chinesische Badmintonspielerin (Hongkong)
- Chan, Patrick (* 1990), kanadischer Eiskunstläufer
- Chan, Paul (* 1973), chinesisch-amerikanischer Maler, Video- und Installationskünstler
- Chan, Pauline (* 1956), australische Schauspielerin, Regisseurin und Produzentin
- Chan, Phyllis (* 1991), kanadische Badmintonspielerin
- Chan, Priscilla (* 1985), US-amerikanische Philanthropin, Ehefrau von Mark ZuckerbergPriscilla Chan (* 1985)

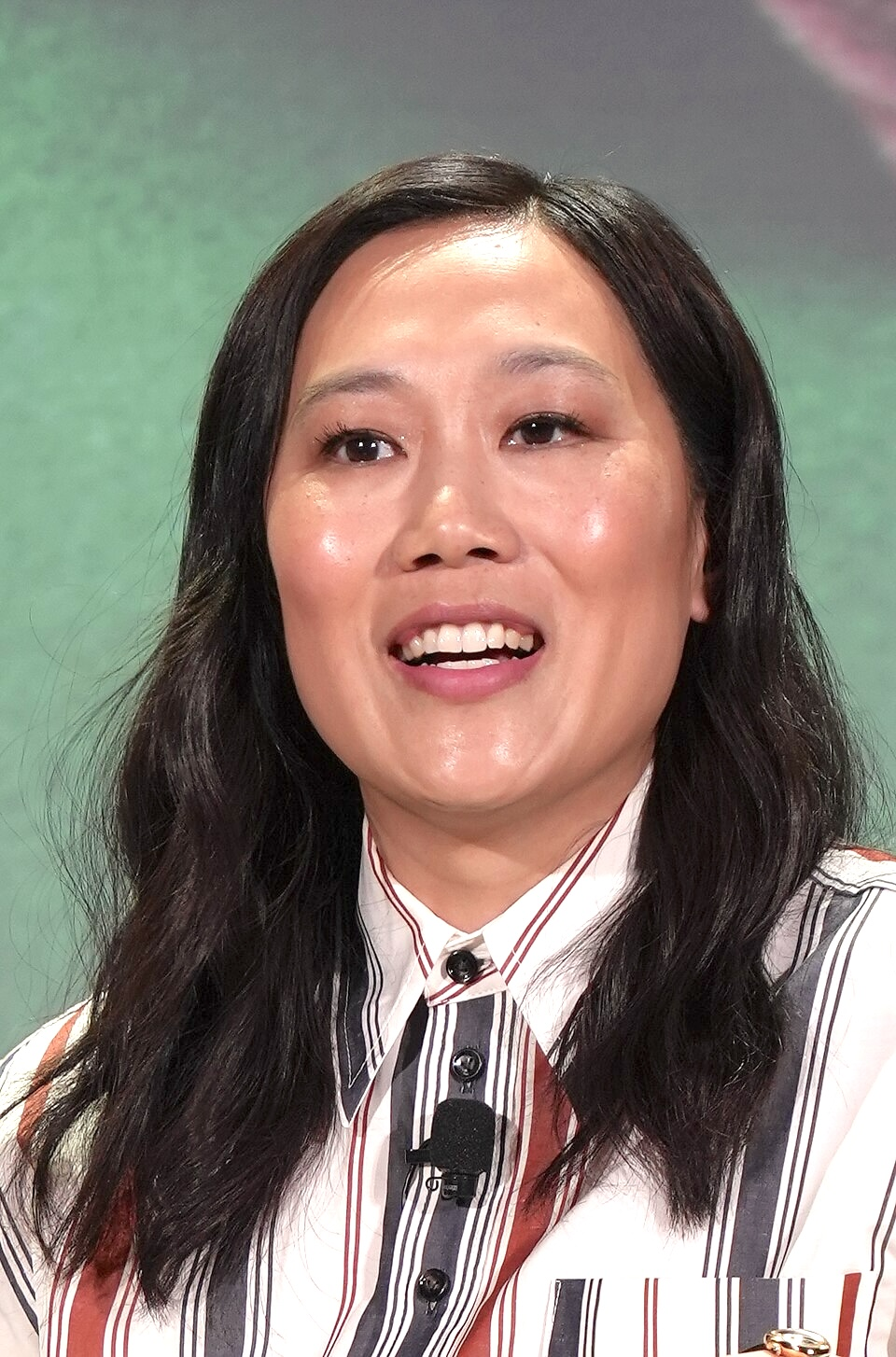
Priscilla Chan (* 1985)

- Chan, Pui Kei (* 2000), chinesische Sprinterin (Hongkong)
- Chan, Quek Leng (* 1941), malaysischer Unternehmer
- Chan, Sin-Yuk (* 2002), chinesische Squashspielerin (Hongkong)
- Chan, Siu Kwong (* 1966), chinesischer Badmintonspieler (Hongkong)
- Chan, Stacie (* 1988), US-amerikanische Schauspielerin, Synchronsprecherin und Journalistin
- Chan, Sy (1932–1984), kambodschanischer Politiker
- Chan, Tsz Ka (* 1990), chinesische Badmintonspielerin
- Chan, Tsz Kit, hongkong-chinesischer Badmintonspieler
- Chan, Venise (* 1989), chinesische Tennisspielerin (Hongkong)
- Chan, Victor (* 1959), chinesischer Komponist und Dirigent
- Chan, Wai (* 1986), malaysischer Pokerspieler
- Chan, Wing-tsit (1901–1994), chinesisch-US-amerikanischer Sinologe und Religionsphilosoph
- Chan, Wing-wah (* 1954), chinesischer Komponist und Dirigent
- Chan, Ya-lin (* 1976), taiwanische Badmintonspielerin
- Chan, Yan Kit (* 1985), chinesischer Badmintonspieler (Hongkong)
- Chan, Yat Lok (* 2007), hongkong-chinesischer Sprinter
- Chan, Yiwen (* 2000), malaysische Squashspielerin
- Chan, Yu-chen (* 2002), taiwanische Handball- und Beachhandballspielerin
- Chan, Yun Lung (* 1988), chinesischer Badmintonspieler (Hongkong)
- Chan-Kent, Shannon (* 1988), kanadische Synchronsprecherin
- Chan-Pensley, Jonathan, Schauspieler

### Chana
- Chana, Ameet (* 1975), englischer Schauspieler mit indischem MigrationshintergrundAmeet Chana (* 1975)

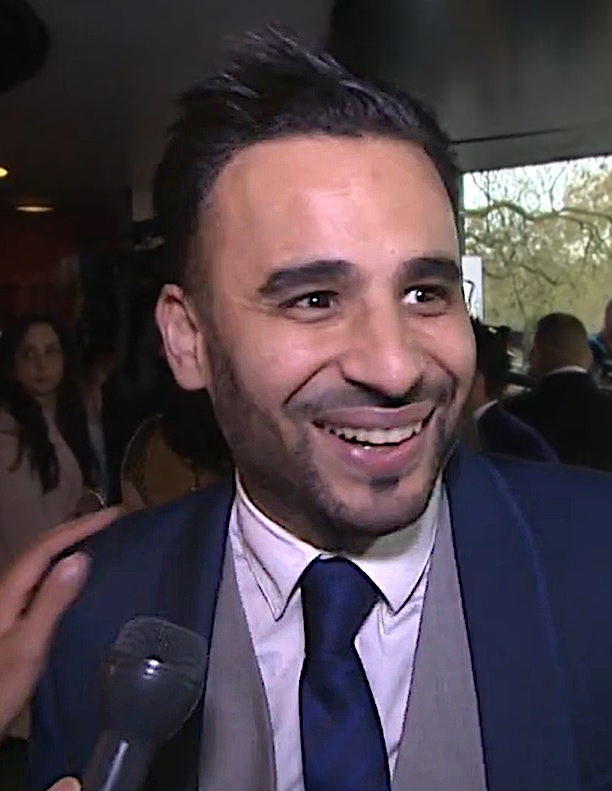
Ameet Chana (* 1975)

- Chana, Daniela (* 1985), österreichische Schriftstellerin
- Chana, Moody (* 1999), deutsch-kamerunischer Fußballspieler
- Chana, Pindi (* 1974), tansanische Politikerin und Ministerin
- Chanafejewa, Gulfija Raifowna (* 1982), russische Hammerwerferin
- Chanaghjan, Sewak (* 1987), armenischer Sänger
- Chanaka, Hasitha (* 1984), sri-lankischer Badmintonspieler
- Chanakya, Minister und engster Berater des ersten Kaisers des Maurya-Reiches
- Chanal, Pierre (1946–2003), französischer Serienmörder
- Chananan Pombuppha (* 1992), thailändischer Fußballspieler
- Chananel ben Chuschiel (* 990), jüdischer Gelehrter in Kairuan
- Chananja, Amoräer
- Chananja, jüdischer Gelehrter
- Chananja ben Aqaschja, Rabbi (Tannait)
- Chananja ben Chakinai, jüdischer Gelehrter (Tannait)
- Chananja ben Chiskija ben Garon, Tannait
- Chananon Wisetbamrungcharoen (* 1998), thailändischer Fußballspieler
- Chanathip Songkrasin (* 1993), thailändischer Fußballspieler
- Chanatip Laimsuwan (* 1996), thailändischer Fußballspieler
- Chanatphon Sikkamondol (* 1989), thailändischer Fußballspieler
- Chanavat, Lucas (* 1994), französischer Skilangläufer
- Chanayut Jejue (* 1999), thailändischer Fußballspieler
- Chanayut Srisawat (* 1998), thailändischer Fußballspieler

### Chanc
- Chance the Rapper (* 1993), US-amerikanischer RapperChance the Rapper (* 1993)

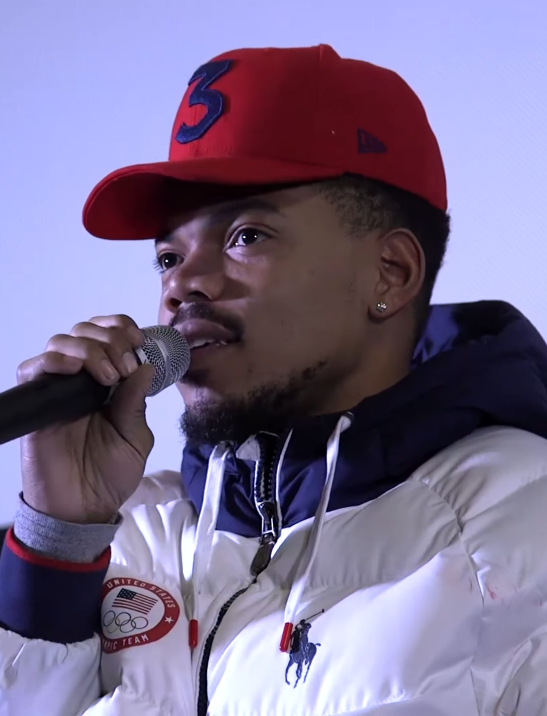
Chance the Rapper (* 1993)

- Chance, Arinze (* 1996), guyanischer Sprinter
- Chance, Britton (1913–2010), US-amerikanischer Biochemiker und Biophysiker und Segel-Olympiasieger
- Chance, Edgar (1881–1955), britischer Ornithologe
- Chance, Frank (1877–1924), US-amerikanischer Baseballspieler und -trainer
- Chance, Greyson (* 1997), US-amerikanischer Popsänger
- Chance, James Frederick (1856–1938), britischer Neuzeithistoriker
- Chance, John Barnes (1932–1972), US-amerikanischer Komponist
- Chance, Karen, US-amerikanische Schriftstellerin von Urban Fantasy-Romanen
- Chance, Michael (* 1955), britischer Opernsänger (Countertenor)
- Chance, Olivia (* 1993), neuseeländische Fußballspielerin
- Chancel, Gustave (1822–1890), französischer Chemiker
- Chancel, Jean Hugues (1766–1834), französischer Festungskommandant von Hüningen
- Chancel, Jean Joseph Louis (1779–1837), französischer Apotheker
- Chancel, Pierre (1920–2000), französischer Autorennfahrer
- Chancel, Robert (1924–2018), französischer Automobilrennfahrer
- Chancellor, Alexander (1940–2017), britischer Journalist und Herausgeber
- Chancellor, Anna (* 1965), britische SchauspielerinAnna Chancellor (* 1965)

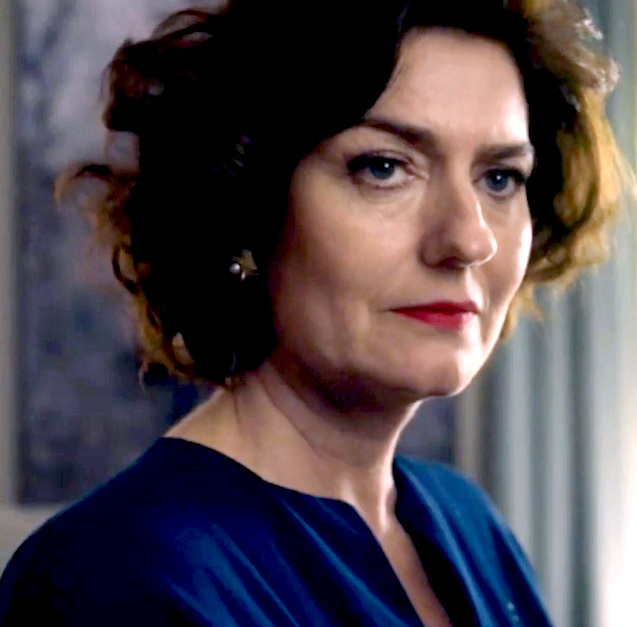
Anna Chancellor (* 1965)

- Chancellor, Jessica (* 1996), US-amerikanische Schauspielerin, Drehbuchautorin, Filmproduzentin und Cosplayerin
- Chancellor, John (1870–1952), britischer Offizier und Beamter der Kolonialverwaltung
- Chancellor, John (1927–1996), US-amerikanischer Journalist
- Chancellor, Justin (* 1971), englischer Bassist, Mitglied der Alternative/Heavy-Metal-Band Tool
- Chancellor, Kam (* 1988), US-amerikanischer American-Football-Spieler
- Chancellor, Richard († 1556), englischer Seefahrer
- Chancellor, Robin (1921–2010), britischer Ornithologe und Naturschützer
- Chancellor, Van (* 1943), amerikanischer Basketballtrainer
- Chancey, Vincent (* 1950), amerikanischer Jazzmusiker
- Chanchai Nanseebut (* 1988), thailändischer Fußballspieler
- Chanchez, Hosea (* 1981), US-amerikanischer Schauspieler und Sänger
- Chanchon Jomkoh (* 2000), thailändischer Fußballspieler
- Chancler, Leon Ndugu (1952–2018), US-amerikanischer Jazzmusiker
- Chanclos de Rets-Brisuila, Carl Urban (1686–1761), kaiserlicher Feldmarschall, niederländischer General
- Chancrin, Samia (* 1983), deutsch-französische Schauspielerin und Regisseurin

### Chand
- Chand, Dhyan (1905–1979), indischer Hockeyspieler
- Chand, Dutee (* 1996), indische LeichtathletinDutee Chand (* 1996)

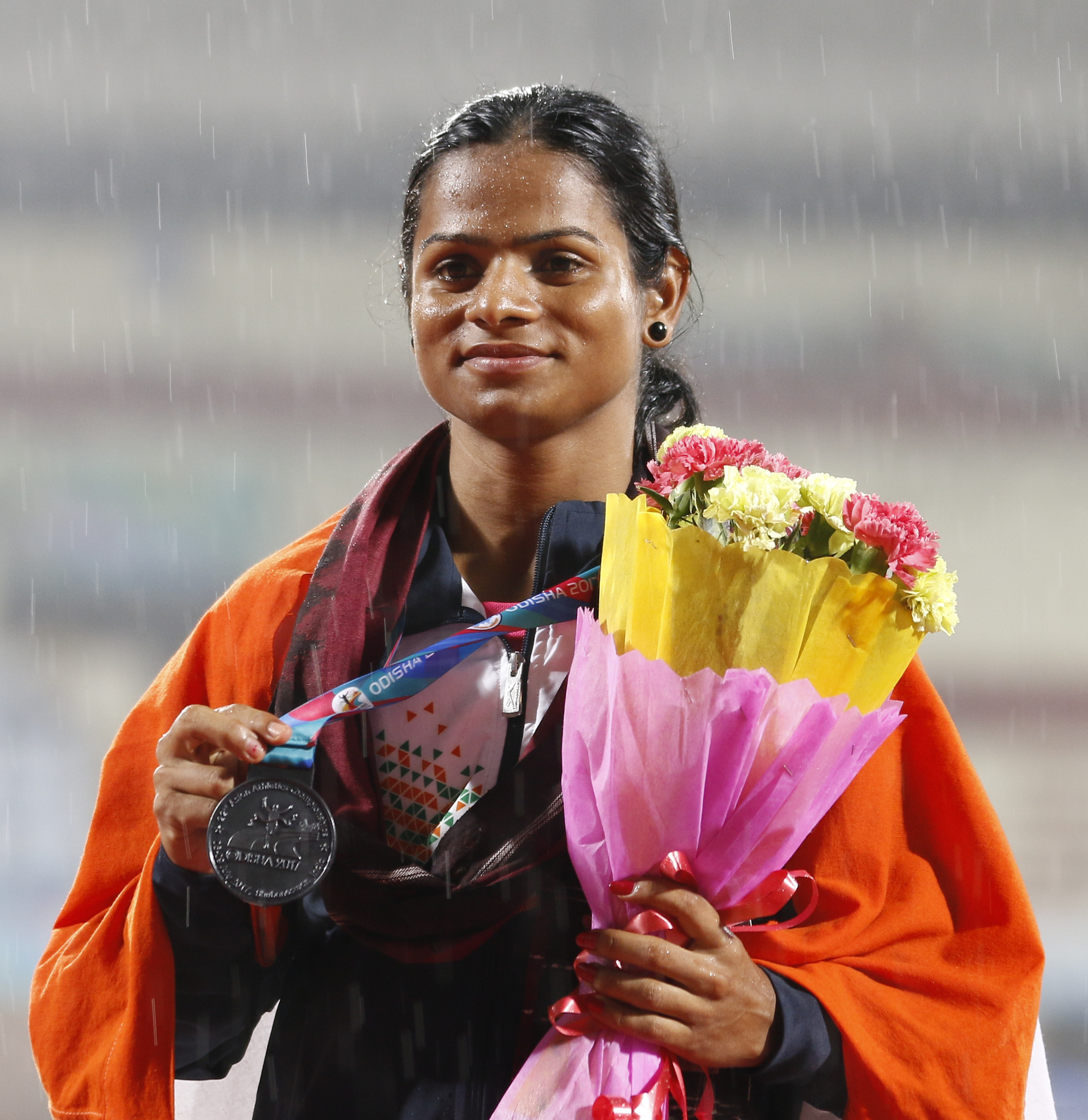
Dutee Chand (* 1996)

- Chand, Hari (1953–2022), indischer Leichtathlet
- Chand, Kanimozhi (* 1997), indische Leichtathletin
- Chand, Lala Rup (1900–1966), indischer Jurist und Diplomat
- Chand, Lokendra Bahadur (* 1940), nepalesischer Politiker
- Chand, Nihâl (1710–1782), indischer Maler
- Chand, Rohan (* 2003), US-amerikanischer Schauspieler
- Chand, Salesh (* 1977), fidschianischer Fußballschiedsrichter
- Chanda, Grace (* 1997), sambische Fußballspielerin
- Chanda, Hellen (* 1998), sambische Fußballspielerin
- Chandarana, Uttam († 2013), indischer Tischtennisspieler
- Chande, Gion Fadri (* 1998), mosambikanisch-schweizerischer Fussballtorhüter
- Chandel, Navdeep S. (* 1970), US-amerikanischer Biochemiker und Molekulargenetiker
- Chandelle, Andreas Joseph (1743–1820), deutscher Postbeamter, Maler und Kunstsammler
- Chandelle, Dorothea (1784–1866), deutsche Pastellmalerin
- Chandelle, Matthäus Georg von (1745–1826), Bischof von Speyer (1818–1826)
- Chandernagor, Françoise (* 1945), französische Schriftstellerin
- Chanderpaul, Shivnarine (* 1974), guyanischer Cricketspieler
- Chandezon, Léopold († 1846), französischer Theaterdichter und Librettist
- Chandhok, Karun (* 1984), indischer AutomobilrennfahrerKarun Chandhok (* 1984)

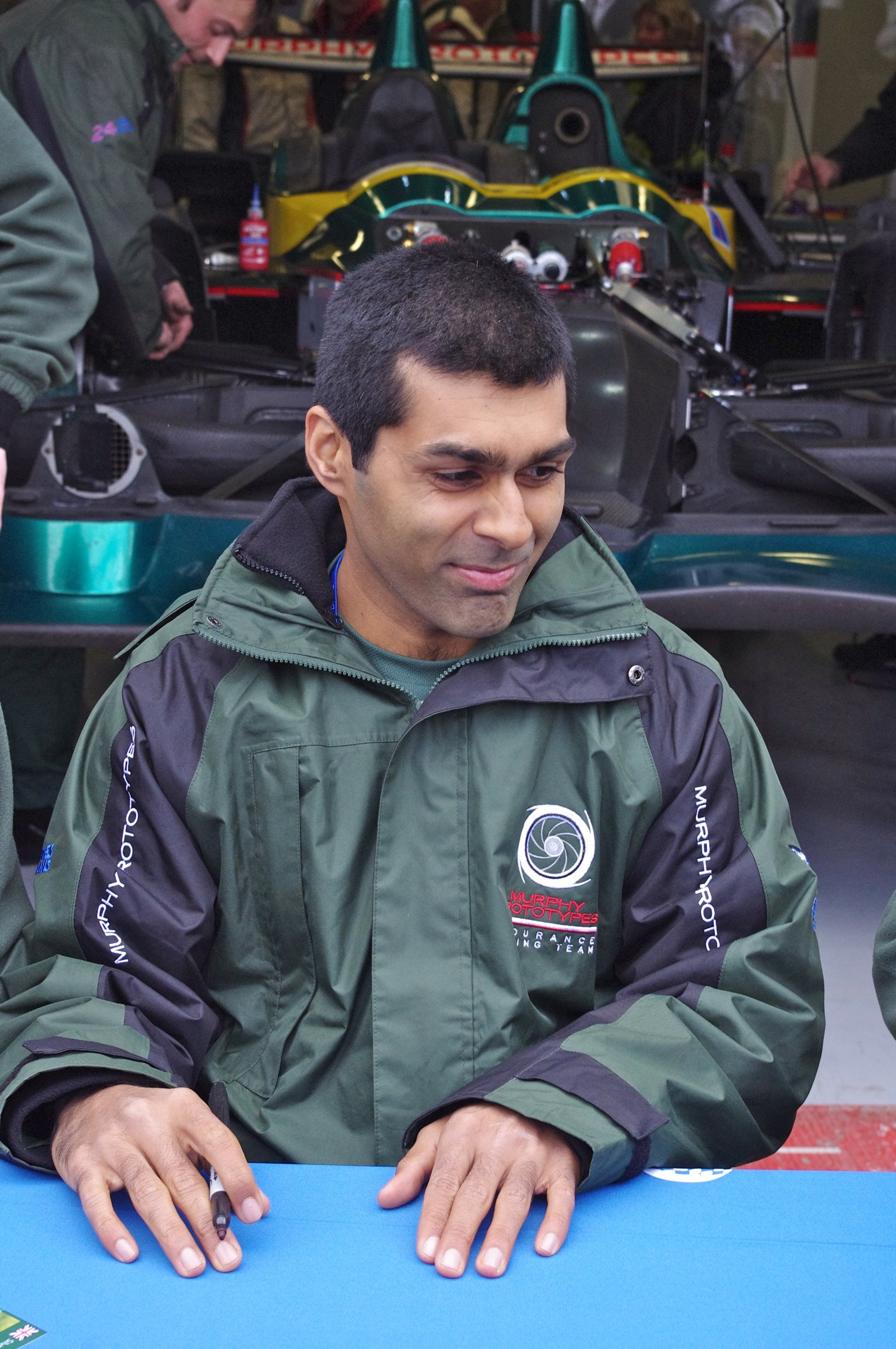
Karun Chandhok (* 1984)

- Chandi, Preet (* 1989), britische Ausdauer- und Extremsportlerin
- Chandieu, Antoine de († 1591), französisch-schweizerischer Reformator
- Chandiramani, Christopher (* 1957), Schweizer Finanzanalytiker und Politiker (SVP)
- Chandlee, Harry (1882–1956), US-amerikanischer Drehbuchautor, Filmeditor und Filmproduzent
- Chandler, A. Bertram (1912–1984), australischer Science-Fiction-Autor
- Chandler, Alfred D. junior (1918–2007), US-amerikanischer Wirtschaftshistoriker
- Chandler, Annette Handley, Filmproduzentin, Autorin und Drehbuchautorin
- Chandler, Arthur (1895–1984), englischer Fußballspieler
- Chandler, Ben (* 1959), US-amerikanischer Politiker
- Chandler, Betty (1915–2006), kanadisch-chinesische Lektorin
- Chandler, Carrol (* 1952), US-amerikanischer Offizier, General der US Air Force
- Chandler, Charles (1911–1982), US-amerikanischer Ruderer
- Chandler, Charles Frederick (1836–1925), US-amerikanischer Chemiker
- Chandler, Charlotte, US-amerikanische Biografin und Dramatikerin
- Chandler, Chas (1938–1996), britischer Musiker, Musikproduzent und ManagerChas Chandler (1938–1996)

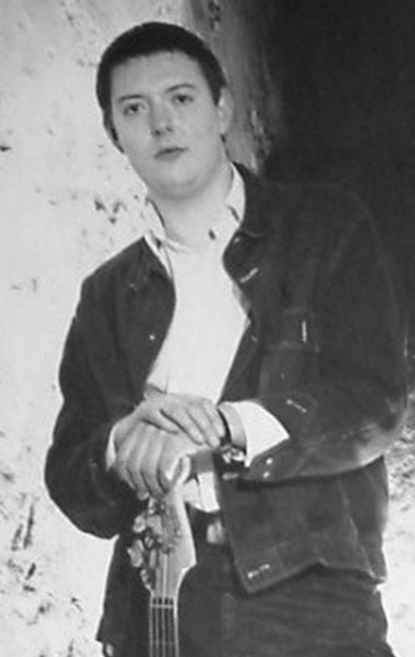
Chas Chandler (1938–1996)

- Chandler, Chick (1905–1988), US-amerikanischer Filmschauspieler
- Chandler, Chris (* 1965), US-amerikanischer American-Football-Spieler
- Chandler, David (1944–2017), US-amerikanischer Chemiker
- Chandler, David G. (1934–2004), britischer Militärhistoriker
- Chandler, David P. (* 1933), US-amerikanischer Historiker
- Chandler, Dean (* 1976), englischer Fußballspieler
- Chandler, Don (1934–2011), US-amerikanischer American-Football-Spieler
- Chandler, Douglas (* 1889), US-amerikanischer Journalist und Radiopropagandist des Großdeutschen Rundfunks
- Chandler, Edgar (1904–1988), amerikanischer Kongregationsgeistlicher, Militärpfarrer und Aktivist in der Bürgerrechtsbewegung
- Chandler, Estee (* 1964), US-amerikanische Schauspielerin
- Chandler, Gene (* 1937), US-amerikanischer Sänger und EntertainerGene Chandler (* 1937)

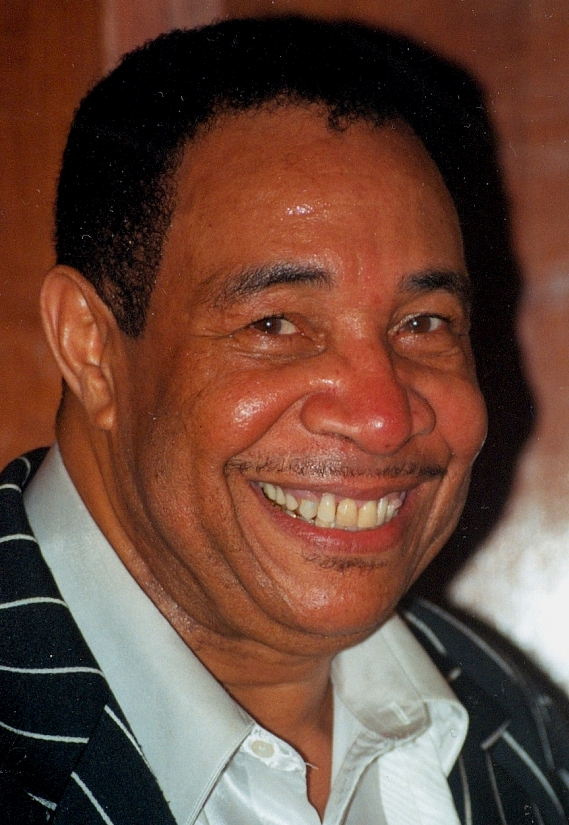
Gene Chandler (* 1937)

- Chandler, George (1898–1985), US-amerikanischer Schauspieler
- Chandler, George Fletcher (1872–1964), amerikanischer Chirurg und Gründer der New York State Police
- Chandler, Greg (* 1973), britischer Musiker, Sänger, Tontechniker, Musikproduzent und Tonstudiobetreiber
- Chandler, Happy (1898–1991), US-amerikanischer Politiker
- Chandler, Harvey (* 1995), englischer Snookerspieler
- Chandler, Helen (1906–1965), US-amerikanische Schauspielerin
- Chandler, Jeff (1918–1961), US-amerikanischer Filmschauspieler
- Chandler, Jeff (* 1956), US-amerikanischer WBA-Boxweltmeister im Bantamgewicht
- Chandler, Jennifer (* 1959), US-amerikanische Wasserspringerin
- Chandler, Joan (1923–1979), US-amerikanische Schauspielerin
- Chandler, John (1762–1841), US-amerikanischer Politiker
- Chandler, John Davis (1935–2010), US-amerikanischer Schauspieler
- Chandler, Joseph Ripley (1792–1880), US-amerikanischer Politiker
- Chandler, Kerri (* 1969), US-amerikanischer House-Produzent und DJ
- Chandler, Knox (* 1954), US-amerikanischer Gitarrist, Bassist und Cellist
- Chandler, Kyle (* 1965), US-amerikanischer SchauspielerKyle Chandler (* 1965)

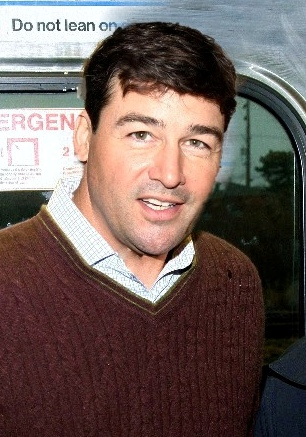
Kyle Chandler (* 1965)

- Chandler, Lane (1899–1972), US-amerikanischer Schauspieler
- Chandler, Marjorie Elizabeth Jane (1897–1983), britische Paläobotanikerin
- Chandler, Michael, US-amerikanischer Filmeditor, Drehbuchautor und Filmregisseur
- Chandler, Murray (* 1960), britischer Schachmeister mit neuseeländischen Wurzeln
- Chandler, Patti (* 1943), US-amerikanische Schauspielerin
- Chandler, Raymond (1888–1959), US-amerikanischer Krimi-Schriftsteller
- Chandler, Rex (* 1966), US-amerikanischer Pornodarsteller
- Chandler, Richard († 1810), britischer Archäologe
- Chandler, Richard (* 1961), neuseeländischer Unternehmer
- Chandler, Robert M., US-amerikanischer Wirbeltier-Paläontologe und Ornithologe
- Chandler, Rod (* 1942), US-amerikanischer Politiker
- Chandler, Seth Carlo (1846–1913), US-amerikanischer Astronom
- Chandler, Shannon (* 1986), US-amerikanische Schauspielerin
- Chandler, Sydney (* 1996), US-amerikanische SchauspielerinSydney Chandler (* 1996)

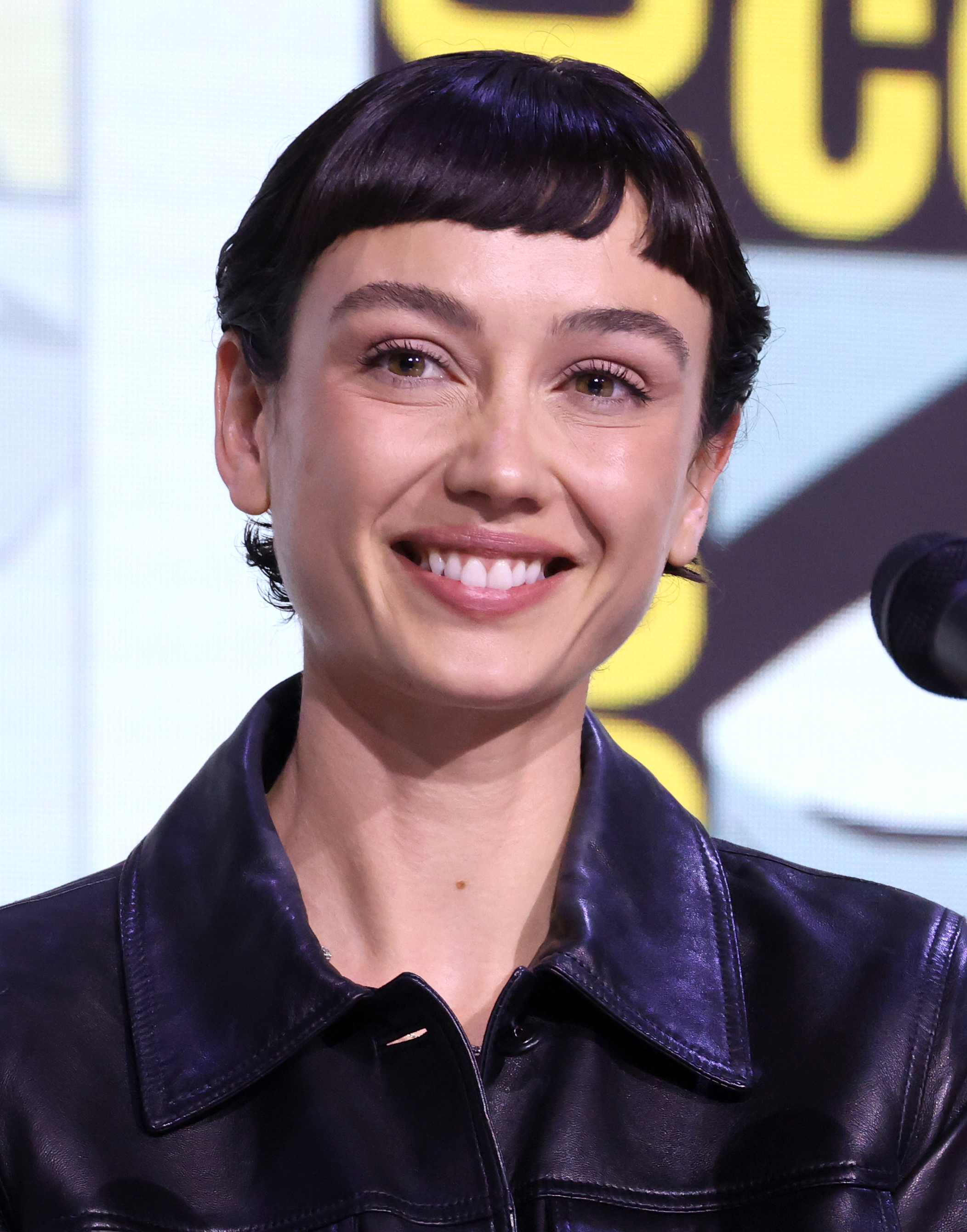
Sydney Chandler (* 1996)

- Chandler, Thomas (1772–1866), US-amerikanischer Politiker
- Chandler, Thomas Alberter (1871–1953), US-amerikanischer Politiker
- Chandler, Thomas junior (1740–1798), Vermonter Kolonialführer, US-amerikanischer Politiker und Richter
- Chandler, Timothy (* 1990), deutsch-US-amerikanischer Fußballspieler
- Chandler, Tyson (* 1982), US-amerikanischer Basketballspieler
- Chandler, Vivienne (1947–2013), britische Schauspielerin und Fotografin
- Chandler, Walter (1887–1967), US-amerikanischer Politiker
- Chandler, Walter M. (1867–1935), US-amerikanischer Politiker
- Chandler, William E. (1835–1917), US-amerikanischer Politiker (Republikanische Partei)
- Chandler, Wilson (* 1987), US-amerikanischer Basketballspieler
- Chandler, Zachariah (1813–1879), US-amerikanischer Politiker
- Chando, Alexandra (* 1986), US-amerikanische Schauspielerin
- Chando, Dactah (* 1976), spanischer Reggae- und Dancehall-Sänger
- Chandohij, Wolodymyr (* 1953), ukrainischer Diplomat und kommissarischer Außenminister der Ukraine
- Chandohin, Mikalaj (1909–1989), sowjetischer Fotograf
- Chandohina, Swetlana (* 1980), belarussische Biathletin
- Chandon, Edmée (1885–1944), französische Astronomin
- Chandor, J. C. (* 1973), US-amerikanischer Filmregisseur, Drehbuchautor und Filmproduzent
- Chandos, John († 1369), englischer Ritter
- Chandoschkin, Iwan Jewstafjewitsch (1747–1804), russischer Komponist und Violinist
- Chandoutis, Ismaël Joffroy (* 1988), französischer Experimentalfilmer
- Chandra, Ade (* 1950), indonesischer Badmintonspieler
- Chandra, Avinash (1931–1991), indischer Maler
- Chandra, Indra Bagus Ade (* 1987), indonesischer Badmintonspieler
- Chandra, Lokesh (* 1927), indischer Indologe und Autor
- Chandra, Manan (* 1981), indischer Billardspieler
- Chandra, Romesh (1919–2016), indischer Journalist, Politiker und Präsident des Weltfriedensrates
- Chandra, Sheila (* 1965), britische Sängerin
- Chandra, Vikram (* 1961), indischer Schriftsteller
- Chandrabose, indischer Liedertexter
- Chandragupta II., Herrscher im nordindischen Reich der Gupta (375–415)
- Chandragupta, Bansi (1924–1981), indischer Szenenbildner und Dokumentarfilmregisseur
- Chandrakirti, indischer Philosoph des Mahayana-Buddhismus
- Chandralekha (1928–2006), indische Tanzkünstlerin und Choreografin
- Chandran, Charithra (* 1997), britische Schauspielerin
- Chandran, Robert (1950–2008), indischer Unternehmer
- Chandraratne, Eve (* 1989), deutsche Fußballspielerin
- Chandrasekar, Anirudh (* 1998), indischer Tennisspieler
- Chandrasekaran, M. (* 1937), indischer Geiger und Sänger
- Chandrasekaran, Periyasamy (1957–2010), sri-lankischer Politiker
- Chandrasekera, Vajra (* 1979), Fantasy-Schriftsteller aus Sri Lanka
- Chandrasekhar, Jay (* 1968), US-amerikanischer Schauspieler, Komiker, Drehbuchautor, Regisseur und Mitglied der Comedy-Gruppe Broken Lizard
- Chandrasekhar, O. (1936–2021), indischer Fußballspieler
- Chandrasekhar, Sivaramakrishna (1930–2004), indischer Physiker
- Chandrasekhar, Subrahmanyan (1910–1995), US-amerikanischer (Astro-)Physiker indischer HerkunftSubrahmanyan Chandrasekhar (1910–1995)

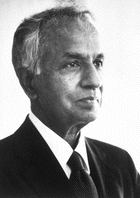
Subrahmanyan Chandrasekhar (1910–1995)

- Chandrasekharan, K. (1920–2017), indischer Mathematiker
- Chandrasena, Gerry, sri-lankischer Badmintonspieler
- Chandrasena, Sam, sri-lankischer Badmintonspieler
- Chandre de Oliveira, Alex (1977–2014), brasilianischer Fußballspieler
- Chandro, Schweizer Rapper
- Chandschjan, Grigor (1926–2000), armenisch-sowjetischer Maler und Grafiker
- Chandu Lal (1766–1845), Machthaber in Hyderabad (1808–1843)
- Chandy, Anna (1905–1996), indische Richterin
- Chandy, Oommen (1943–2023), indischer Politiker

### Chane
- Chane-Teng, Pascal (* 1971), französischer römisch-katholischer Geistlicher, Bischof von Saint-Denis-de-La Réunion
- Chanéac, Delphine (* 1978), französische Schauspielerin
- Chanée, Christina (* 1979), dänisch-thailändische Sängerin
- Chanel, Coco (1883–1971), französische ModeschöpferinCoco Chanel (1883–1971)

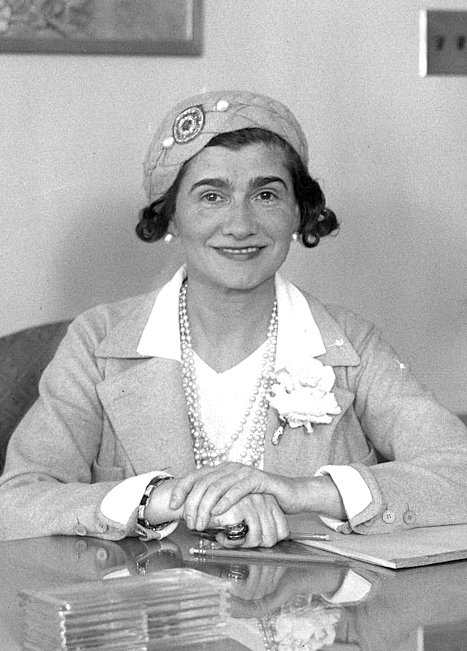
Coco Chanel (1883–1971)

- Chanel, Hélène (* 1941), französische Schauspielerin mit russischen Wurzeln
- Chanel, Julia (* 1973), französische Pornodarstellerin
- Chanel, Pierre (1803–1841), katholischer Missionar und Märtyrer
- Chanel, Roberto (1914–1972), argentinischer Tangosänger, -komponist und -dichter
- Chanenko, Bohdan (1849–1917), ukrainischer Antiquitäten- und Kunstsammler, Philanthrop, Archäologe, Unternehmer und Persönlichkeiten des öffentlichen Lebens
- Chanenko, Mychajlo († 1680), ukrainischer Kosak und Hetman der rechtsufrigen Ukraine
- Chanenko, Warwara (1852–1922), ukrainische Kunstsammlerin und Philanthropin
- Chanes de Armas, Mario (1927–2007), kubanischer Freiheitskämpfer und politischer Gefangener
- Chanes, Raúl, mexikanischer Fußballspieler
- Chanet, Jackson (* 1978), französischer Boxer
- Chanet, Jean-Maurice (* 1954), französischer Boxer
- Chaney, Don (* 1946), US-amerikanischer Basketballspieler und -trainer
- Chaney, George (1862–1958), US-amerikanischer Boxer
- Chaney, James Earl (1943–1964), amerikanischer Bürgerrechtler afroamerikanischer Abstammung, der 1964 ermordet wurde
- Chaney, John (1790–1881), US-amerikanischer Politiker
- Chaney, John C. (1853–1940), US-amerikanischer Politiker
- Chaney, Ken (1938–2012), US-amerikanischer Jazzmusiker und Musikpädagoge
- Chaney, Laurent (1833–1883), Schweizer Landwirt und Politiker
- Chaney, Lon junior (1906–1973), US-amerikanischer Theater-, Film- und Fernsehschauspieler
- Chaney, Lon senior (1883–1930), US-amerikanischer Schauspieler der Stummfilmzeit; vorwiegend in Horrorfilmen zu sehenLon Chaney senior (1883–1930)

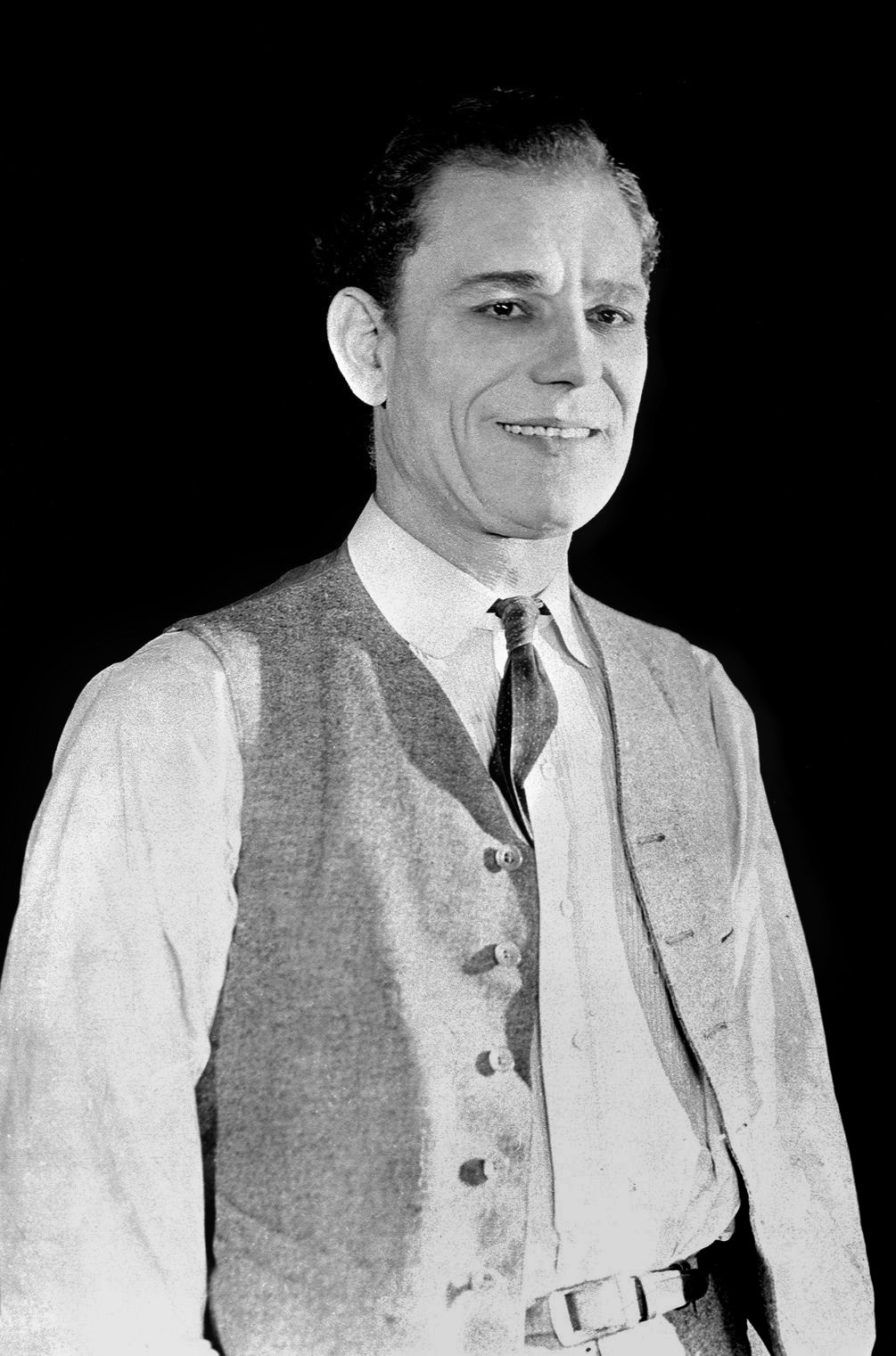
Lon Chaney senior (1883–1930)

- Chaney, Nancy (* 1955), US-amerikanische Politikerin
- Chaney, Norman (1914–1936), US-amerikanischer Schauspieler
- Chaney, Ralph W. (1890–1971), US-amerikanischer Paläontologe
- Chaney, Richard (* 1984), US-amerikanisch-puerto-ricanischer Basketballspieler

### Chanf
- Chanfreau, Amanda (* 1983), finnische Künstlerin und Ganzkartendesignerin
- Chanfreau, Jean-Baptiste (1947–2021), französischer Tennisspieler

### Chang
- Chang Bingyu (* 2002), chinesischer Snookerspieler
- Chang Chia-juch (* 1950), taiwanischer Politiker, Wirtschaftsmanager und Hochschullehrer
- Chang Chiou-chien (* 1946), taiwanischer Politiker und Ministerialbeamter
- Chang Chung-jen (* 1919), chinesischer Diplomat
- Chang Eun-kyung (1951–1979), südkoreanischer Judoka
- Chang Feng-hsu (1928–2014), taiwanischer Politiker
- Chang Han-yuan (* 1998), taiwanischer Eishockeyspieler
- Chang Hsiu-Yu (* 1965), taiwanische Tischtennisspielerin
- Chang Jung-lin (1985–2025), taiwanischer Poolbillardspieler
- Chang Kim Wai (* 1976), malaysischer Badmintonspieler
- Chang Kuo-Li (* 1955), taiwanischer Schriftsteller
- Chang Wang (1380–1389), 33. König des Goryeo-Reiches und der Goryeo-Dynastie
- Chang Yu-lung, taiwanischer Poolbillardspieler
- Chang, Allen, US-amerikanischer Pokerspieler
- Chang, An-lo (* 1948), taiwanischer Krimineller und Politiker
- Chang, Andy (* 1996), macauischer Automobilrennfahrer
- Chang, Che-shen (* 1945), taiwanischer Politiker
- Chang, Cheh (1923–2002), chinesischer Filmregisseur und Drehbuchautor (Hongkong)
- Chang, Chen (* 1976), taiwanischer FilmschauspielerChang Chen (* 1976)

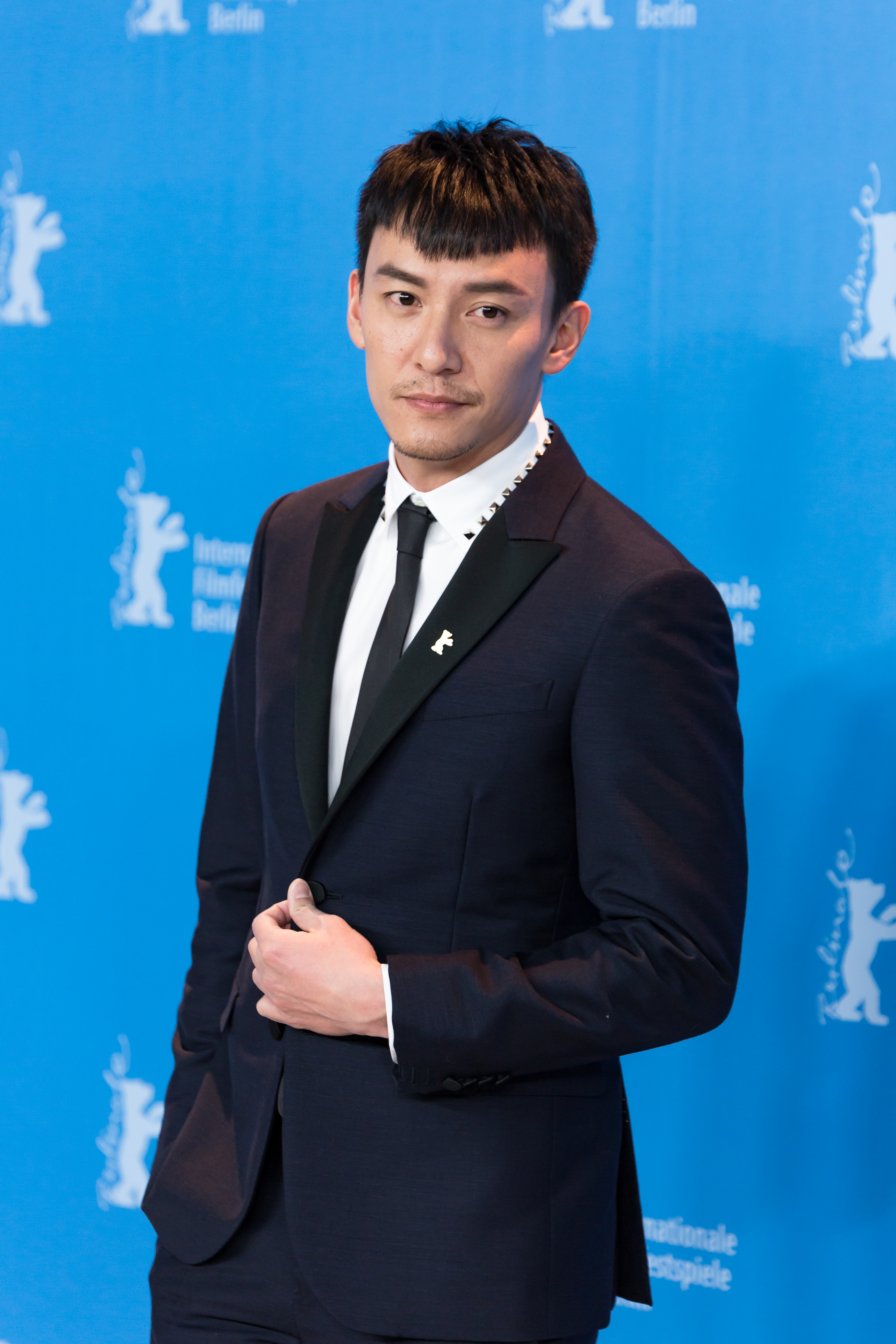
Chang Chen (* 1976)

- Chang, Chenchen (* 1986), chinesische Tischtennisspielerin
- Chang, Cheng-cheng, Badmintonspieler aus Chinesisch Taipeh
- Chang, Chien-Chi (* 1961), taiwanischer Fotograf
- Chang, Christina (* 1971), taiwanisch-amerikanische Schauspielerin
- Chang, Ch’ün (1889–1990), chinesischer Politiker, Premierminister der Republik China
- Chang, Chun-ha (1918–1975), südkoreanischer Politiker und Journalist
- Chang, Chun-hsiung (* 1938), taiwanischer Politiker
- Chang, Chun-hung (* 1938), taiwanischer Politiker und Geschäftsmann
- Chang, Ch’ung-ho (1914–2015), chinesisch-amerikanische Dichterin, Kalligraphin, Lehrerin und Kunqu-Opernsängerin
- Chang, Clement (1929–2018), taiwanischer Politiker und Hochschullehrer
- Chang, Eun-jung (* 1970), südkoreanische Hockeyspielerin
- Chang, Gabriel Bong-hun (* 1947), südkoreanischer Geistlicher, emeritierter römisch-katholischer Bischof von Cheongju
- Chang, Gabriel Changson, Politiker im Südsudan
- Chang, Gary (* 1953), US-amerikanischer Filmkomponist
- Chang, Ha-joon (* 1963), südkoreanischer Volkswirt (Entwicklungsökonomie)
- Chang, Han-na (* 1982), südkoreanische Cellistin
- Chang, Hanna (* 1998), US-amerikanische Tennisspielerin
- Chang, Hao (* 1997), chinesische Synchronschwimmerin
- Chang, Hasok (* 1967), koreanisch-US-amerikanischer Wissenschaftsphilosoph und Wissenschaftshistoriker
- Chang, Horace (* 1952), jamaikanischer Politiker (JLP)
- Chang, Howard Y. (* 1972), taiwanisch-US-amerikanischer Molekularbiologe
- Chang, Hsin-yun (* 1983), taiwanische Badmintonspielerin
- Chang, Hun Pin (* 1986), malaysischer Badmintonspieler
- Chang, Hye-jin (* 1987), südkoreanische Bogenschützin
- Chang, Iris (1968–2004), US-amerikanische SchriftstellerinIris Chang (1968–2004)

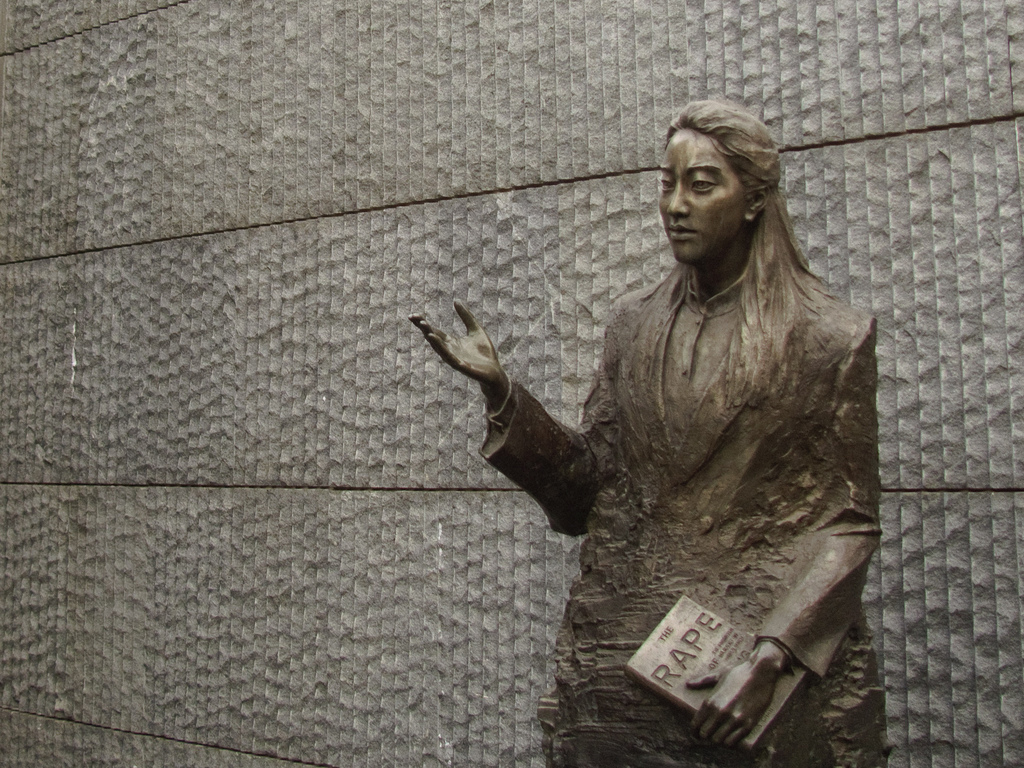
Iris Chang (1968–2004)

- Chang, Jeng-shyuang (* 1974), taiwanischer Badmintonspieler
- Chang, Joe (* 1956), chinesischer Zeichentrickregisseur
- Chang, John Bosco Shin-Ho (* 1966), südkoreanischer Geistlicher und römisch-katholischer Weihbischof in Daegu
- Chang, Jolan (1917–2002), chinesisch-kanadischer Sexualwissenschaftler und taoistischer Philosoph
- Chang, José Antonio (* 1958), peruanischer Politiker
- Chang, Juju (* 1965), amerikanische Fernsehjournalistin
- Chang, Jung (* 1952), chinesische SchriftstellerinJung Chang (* 1952)

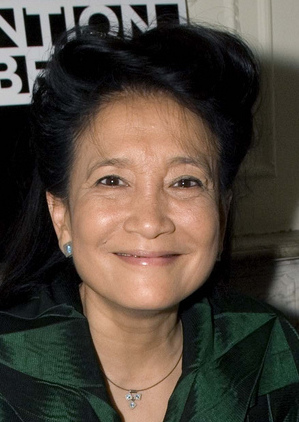
Jung Chang (* 1952)

- Chang, Jung-hsuan (* 1987), taiwanischer Basketballspieler der Nationalmannschaft der Republik China (Taiwan)
- Chang, Jung-koo (* 1963), südkoreanischer Boxer im Halbfliegengewicht
- Chang, Justin (* 1983), US-amerikanischer Filmkritiker
- Chang, Kai (* 2000), jamaikanischer Diskuswerfer
- Chang, Kai-chen (* 1991), taiwanische Tennisspielerin
- Chang, Katie (* 1995), US-amerikanische Schauspielerin
- Chang, Ko-hsin (* 1980), taiwanische Stabhochspringerin
- Chang, Kyongae (* 1946), koreanische Astrophysikerin
- Chang, Kyou-chul (1946–2000), südkoreanischer Boxer
- Chang, Leroy L. (1936–2008), US-amerikanischer Physiker
- Chang, Linda (* 1980), deutsche Schauspielerin
- Chang, Ling Ling (* 1976), US-amerikanische Politikerin
- Chang, Lynn (* 1953), US-amerikanischer Geiger und Musikpädagoge
- Chang, Michael (* 1972), US-amerikanischer TennisspielerMichael Chang (* 1972)

Michael Chang (* 1972)

- Chang, Min Chueh (1908–1991), US-amerikanischer Mediziner
- Chang, Ming-huang (* 1982), taiwanischer Kugelstoßer und Diskuswerfer
- Chang, Morris (* 1931), chinesisch-US-amerikanischer Computeringenieur
- Chang, Myon (1899–1966), südkoreanischer Politiker und zweifacher Premierminister Südkoreas
- Chang, Pei-wei (* 1979), taiwanischer Poolbillardspieler
- Chang, Pei-Yu (* 1959), österreichische Dirigentin
- Chang, Peng Chun (1892–1957), chinesischer Philosoph, Schauspieler, Diplomat und Menschenrechtsaktivist
- Chang, Pengben (* 1988), chinesischer Sprinter
- Chang, Peter Bai Ren (1914–2005), chinesischer römisch-katholischer Bischof von Hanyang
- Chang, Ping (* 1968), chinesischer Journalist, Schriftsteller und ein Dissident
- Chang, Po-ya (* 1942), taiwanische Politikerin
- Chang, San-cheng (* 1954), taiwanischer Politiker und Premierminister
- Chang, Sang (* 1939), südkoreanische Politikerin
- Chang, Sarah (* 1980), US-amerikanische Geigerin
- Chang, Seho (* 1981), südkoreanischer Opernsänger (Bariton)
- Chang, Sheng-Ching (* 1963), taiwanische Kunsthistorikerin und Hochschullehrerin
- Chang, Shuhong (1904–1994), chinesischer Maler und Kunsthistoriker
- Chang, Si (* 1986), chinesische Synchronschwimmerin
- Chang, Sophie (* 1997), US-amerikanische Tennisspielerin
- Chang, Sun-Yung Alice (* 1948), US-amerikanische Mathematikerin
- Chang, Sylvia (* 1953), taiwanische Schauspielerin, Regisseurin, Drehbuchautorin und Filmproduzentin
- Chang, Tae-il (* 1965), südkoreanischer Boxer im Superfliegengewicht
- Chang, Troy (* 2005), US-amerikanisch-taiwanischer Skirennläufer
- Chang, Tsung-Tung (1930–2000), taiwanisch-deutscher Wirtschaftswissenschaftler und Sinologe
- Chang, Victor (1936–1991), chinesischer Herzchirurg
- Chang, Vitus (1903–1982), chinesischer Bischof der katholischen Kirche
- Chang, Wanquan (* 1949), chinesischer General der Volksbefreiungsarmee und Politiker
- Chang, William Suk Ping (* 1953), chinesischer Filmeditor, Szenenbildner und Kostümbildner
- Chang, Xinyue (* 1994), chinesische Skispringerin
- Chang, Ya-lan (* 1984), taiwanische Badmintonspielerin
- Chang, Yani (* 2001), chinesische Wasserspringerin
- Chang, Ye-na (* 1989), südkoreanische Badmintonspielerin
- Chang, Yen-Shu (* 1979), taiwanischer Tischtennisspieler
- Chang, Yik John (1933–2020), südkoreanischer Geistlicher, römisch-katholischer Bischof von Chuncheon
- Chang, Yin (* 1989), US-amerikanische SchauspielerinYin Chang (* 1989)

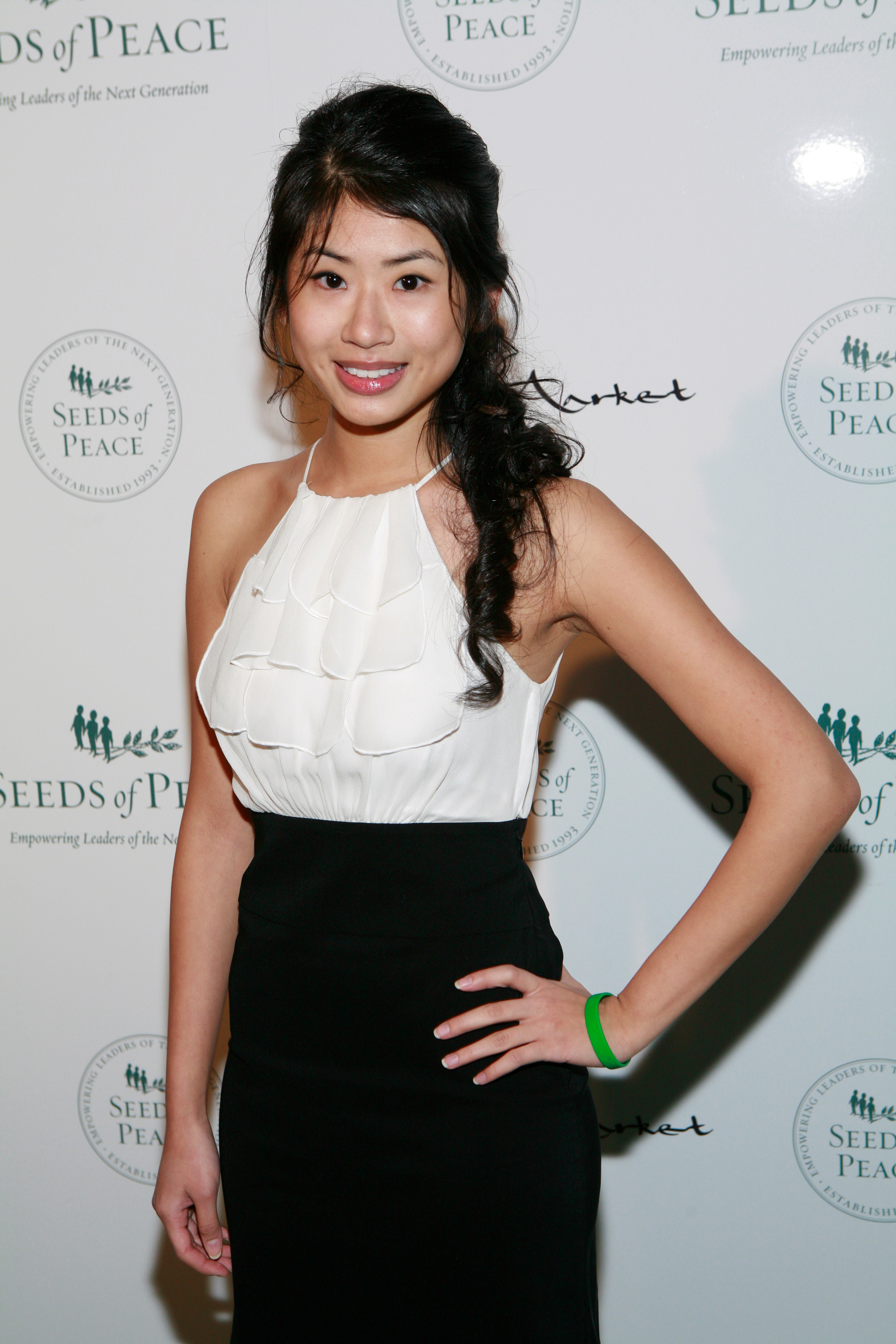
Yin Chang (* 1989)

- Chang, Yongxiang (* 1983), chinesischer Ringer
- Chang, Yu (* 1988), chinesischer Tennisspieler
- Chang, Yu-Hui (* 1970), taiwanische Komponistin und Dirigentin
- Chang, Yuan (* 1959), chinesischstämmige US-amerikanische Virologin und Pathologin
- Chang, Yung-fa (1927–2016), taiwanischer Geschäftsmann
- Chang-Díaz, Franklin (* 1950), US-amerikanischer Astronaut
- Chang-Díaz, Sonia (* 1978), US-amerikanische Politikerin
- Chang-Soi, Pascal (* 1966), französischer Ordensgeistlicher, Bischof von Taiohae o Tefenuaenata
- Changal, Dsunduin (1948–1996), mongolischer Komponist klassischer („europäischer“) Musik
- Changalow, Matwei Nikolajewitsch (1858–1918), russischer Ethnograph und Heimatkundler
- Changarnier, Nicolas (1793–1877), französischer Général de division
- Changchien, Louis Ozawa (* 1975), US-amerikanischer Schauspieler japanisch-taiwanischer HerkunftLouis Ozawa Changchien (* 1975)

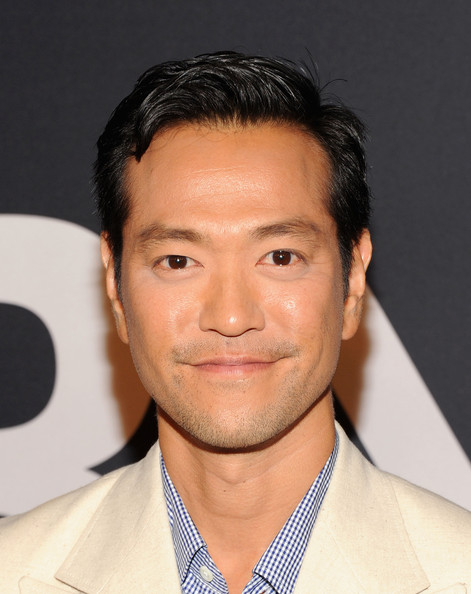
Louis Ozawa Changchien (* 1975)

- Changchub Dorje (1703–1732), tibetischer Karmapa, zwölfter in der Inkarnationsreihe
- Changchub Gedze (1084–1167), Geistlicher der Kadam-Tradition
- Changenet, Jean († 1494), französischer Maler
- Changeux, Jean-Pierre (* 1936), französischer Neurobiologe, Professor für molekulare Neurobiologie am Collège de France und dem Institut Pasteur (seit 1967)
- Changeywo, Doris Chepkwemoi (* 1984), kenianische Langstreckenläuferin
- Changizi, Sebastian Kolze (* 2000), dänischer Radrennfahrer
- Changmin (* 1988), südkoreanischer Sänger, Schauspieler und Mitglied des Popdous TVXQ
- Changoschwili, Selimchan (1979–2019), georgischer Tschetschene
- Changuito (1948–2025), kubanischer Perkussionist
- Changwony, Johnstone Kipkorir (* 1979), kenianischer Marathonläufer

### Chanh
- Chanhoi, Claudia (* 1990), hongkong-chinesische Illustratorin

### Chani
- Chani, Hassan (* 1988), bahrainischer Langstreckenläufer marokkanischer Herkunft
- Chaniel, Albert (1915–1982), französischer Fußballspieler
- Chanika, Emmie (1956–2022), malawische Krankenschwester und Menschenrechtsaktivistin
- Chanin Sae-ear (* 1992), thailändischer Fußballspieler
- Chanin, Aljaksandr (* 1998), belarussischer Tischtennisspieler
- Chanin, Irwin (1891–1988), US-amerikanischer Architekt
- Chanin, Konstantin Michailowitsch, russischer Mathematiker und Physiker
- Chanina, jüdischer Gelehrter des Altertums
- Chanina bar Chama, jüdischer Schriftgelehrter
- Chanina ben Dosa, jüdischer Gelehrter des Altertums
- Chanina ben Pappai, jüdischer Gelehrter (Amoräer)
- Chanina ben Teradjon, jüdischer Gelehrter, Tannait
- Chanintorn Pohirun (* 1990), thailändischer Fußballspieler
- Chaniolleau, Caroline (1953–2024), französische Schauspielerin
- Chaniotis, Angelos (* 1959), griechischer Althistoriker und Epigraphiker
- Chanis Pinzón, Daniel (1892–1961), 24. Staatspräsident von Panama

### Chank
- Chanklum, Sumol, thailändische Badmintonspielerin
- Chanko, Louay (* 1979), schwedischer Fußballspieler
- Chankrachangwong, Sathinee (* 1982), thailändische Badmintonspielerin

### Chanl
- Chanlaire, Pierre-Gilles (1758–1817), französischer Jurist, Statistikpionier und Kartograph
- Chanlari, Parwiz Natel (1914–1990), iranischer Literaturwissenschaftler, Professor der Iranistik an der Universität Teheran, Minister
- Chanler, John Winthrop (1826–1877), US-amerikanischer Jurist und Politiker
- Chanler, Josephine (1906–1992), US-amerikanische Mathematikerin
- Chanler, Lewis Stuyvesant (1869–1942), US-amerikanischer Politiker
- Chanler, William A. (1867–1934), US-amerikanischer Forscher und Politiker
- Chanler-Berat, Adam (* 1986), US-amerikanischer Schauspieler und Sänger
- Chanliau, Jess, französisch-US-amerikanische Person aus dem Bereich darstellende Kunst
- Chanloung, Karen (* 1996), thailändische Skilangläuferin
- Chanloung, Mark (* 1995), thailändischer Skilangläufer

### Chann
- Channarong Promsrikaew (* 2001), thailändischer Fußballspieler
- Channel, Bruce (* 1940), US-amerikanischer Countrymusiker
- Channell, Jane (* 1988), kanadische Skeletonpilotin
- Channi, Charanjit Singh (* 1963), indischer Politiker
- Channing, Alan (* 1948), britisch-südafrikanischer Herpetologe
- Channing, Carol (1921–2019), US-amerikanische Sängerin und Schauspielerin
- Channing, Chad (* 1967), US-amerikanischer Schlagzeuger
- Channing, Edward (1856–1931), US-amerikanischer Historiker und Hochschullehrer
- Channing, Stockard (* 1944), US-amerikanische SchauspielerinStockard Channing (* 1944)

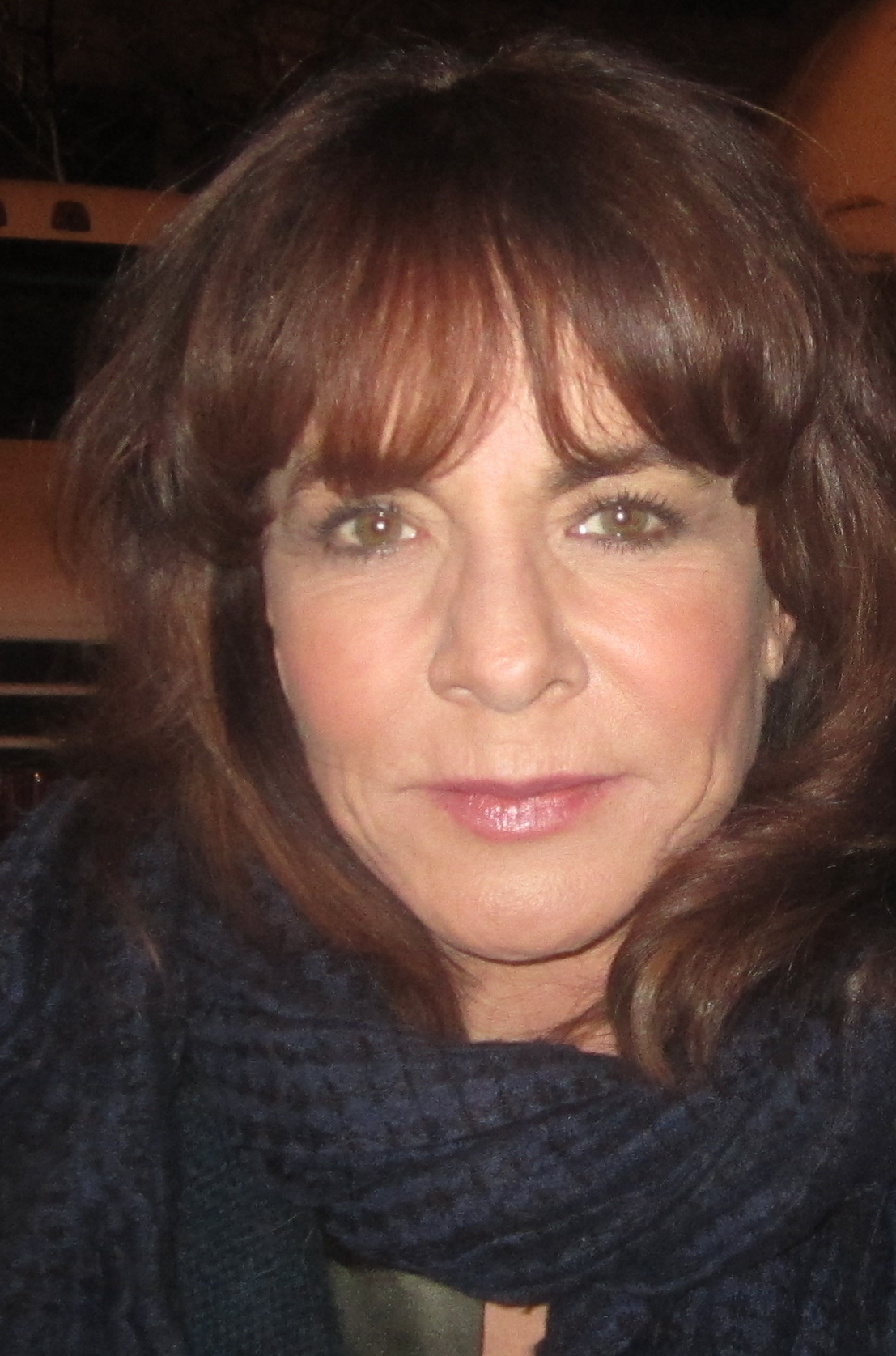
Stockard Channing (* 1944)

- Channing, Walter (1786–1876), US-amerikanischer Geburtshelfer und Rechtsmediziner
- Channing, William Ellery (1780–1842), US-amerikanischer Geistlicher und Schriftsteller
- Channing, William Francis (1820–1901), US-amerikanischer Erfinder
- Channing-Williams, Simon (1945–2009), britischer Filmproduzent
- Channon, Mick (* 1948), englischer Fußballspieler
- Channon, Paul, Baron Kelvedon (1935–2007), britischer Politiker, Mitglied des House of Commons, Life Peer
- Channthy, Kak (1980–2018), kambodschanische Sängerin

### Chano
- Chano, Takayuki (* 1976), japanischer Fußballspieler
- Chanoch, Alexander (* 1894), russischer Japanologe
- Chanoch, Daniel (1932–2024), litauisch-israelischer Holocaust-Überlebender
- Chanock, Robert M. (1924–2010), amerikanischer Kinderarzt und Virologe
- Chanoine, Charles Sulpice Jules (1835–1915), französischer Kriegsminister
- Chanon Duangsri (* 2004), thailändischer Fußballspieler
- Chanon Tamma (* 2004), thailändischer Fußballspieler
- Chanos, Jim (* 1957), US-amerikanischer Investmentmanager und Kunstsammler
- Chanot, Jean-Baptiste Amable (1855–1920), französischer Politiker, Mitglied der Nationalversammlung
- Chanot, Maxime (* 1989), französisch-luxemburgischer Fußballspieler
- Chanourdie, Julia (* 1996), französische Sportkletterin
- Chanoux, Émile (1906–1944), italienischer Notar und Widerstandskämpfer
- Chanoux, Pierre (1828–1909), italienischer Geistlicher, Alpinist und Botaniker
- Chanow, Alexander Alexandrowitsch (1904–1983), sowjetischer Schauspieler und Synchronsprecher
- Chanowsky, Heinrich, Angehöriger eines südböhmischen Rittergeschlechts

### Chans
- Chansa al-Barmakiya, Sängersklavin
- Chansa, al-, arabische Dichterin
- Chansa, Isaac (* 1984), sambischer Fußballspieler
- Chanschonkow, Alexander Alexejewitsch (1877–1945), russischer Unternehmer der Filmindustrie
- Chanseorasmee, Sawei, thailändischer Badmintonspieler
- Chanson, Charles (1902–1951), französischer Brigadegeneral im Indochinakrieg
- Chansorn, Domi (* 1988), Schweizer Musiker (Schlagzeug, Gesang, Komposition) und Musikproduzent
- Chansou, Olivier (* 1965), französischer Beamter
- Chansri, Jasmine (* 1980), österreichische Politikerin (SPÖ), oberösterreichische Landtagsabgeordnete
- Chansrisukot, Soratja (* 1985), thailändische Badmintonspielerin

### Chant
- Chant, Clarence Augustus (1865–1956), kanadischer Astronom
- Chant, Joy (* 1945), britische Schriftstellerin
- Chant, Laura Ormiston (1848–1923), englisch-britische Sozialreformerin, Frauenrechtsaktivistin und Autorin
- Chantal (* 1981), niederländische Schlagersängerin
- Chantal, Johanna Franziska von (1572–1641), Heilige der katholischen KircheJohanna Franziska von Chantal (1572–1641)

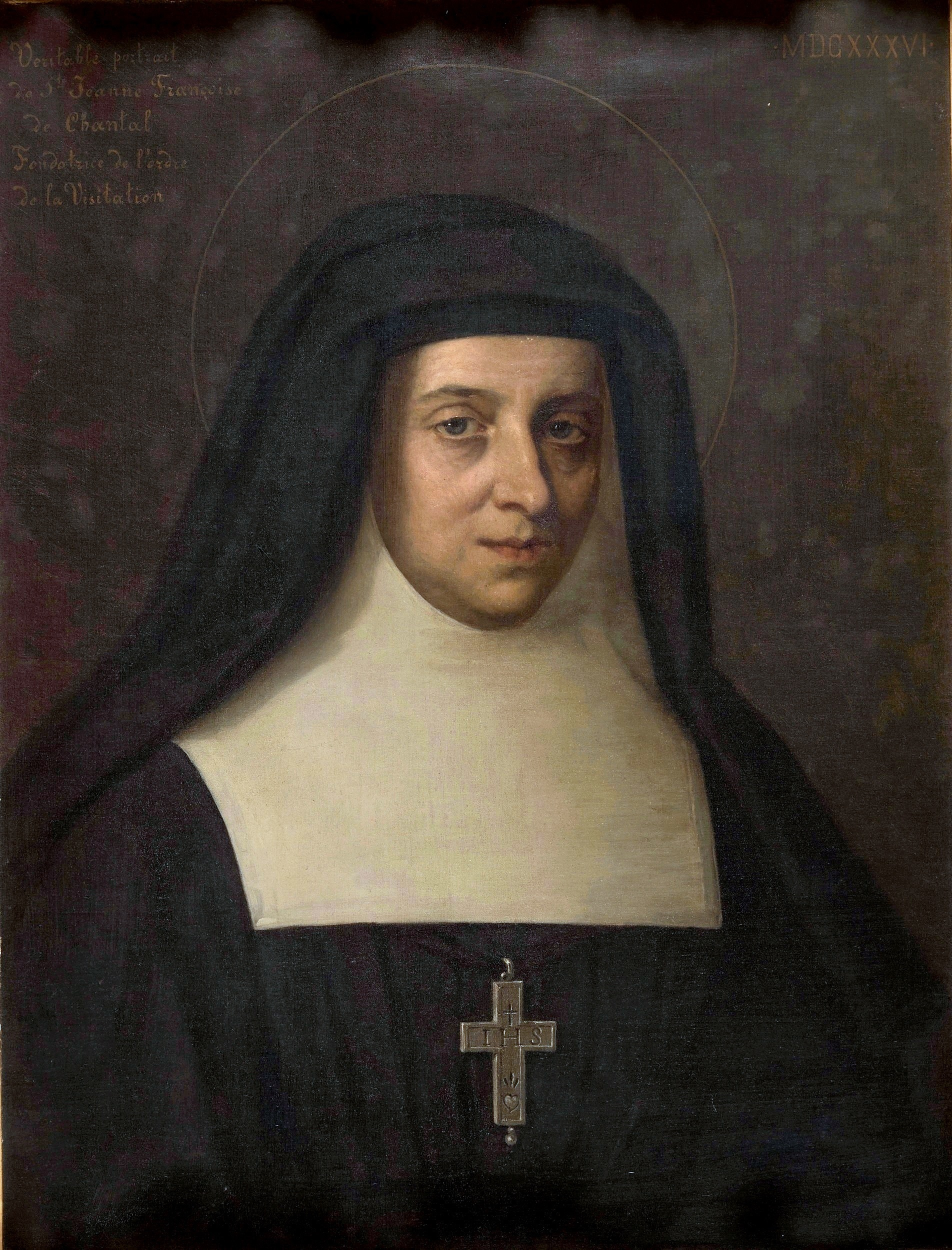
Johanna Franziska von Chantal (1572–1641)

- Chantal, Marcelle (1901–1960), französische Schauspielerin
- Chantarasamrit, Somchai (* 1944), thailändischer Radrennfahrer
- Chantelau, Ernst-Adolf (* 1948), deutscher Internist und Diabetologe
- Chantelauze, Régis de (1821–1888), französischer Historiker
- Chantemesse, André (1851–1919), französischer Bakteriologe
- Chantepie de la Saussaye, Daniel (1818–1874), niederländischer Theologe
- Chantepie de la Saussaye, Pierre Daniel (1848–1920), niederländischer evangelischer Theologe und Religionswissenschaftler
- Chantepleure, Guy (1870–1951), französische Schriftstellerin
- Chanterie, Raphaël (* 1942), belgischer Gewerkschafter und Politiker, MdEP
- Chanteur, Elisa (* 1980), französische Badmintonspielerin
- Chanteur, Pascal (* 1968), französischer Radrennfahrer
- Chanthasili, Sengvilay (* 1987), laotischer Fußballspieler
- Chantôme, Clément (* 1987), französischer Fußballspieler
- Chanton, Éric (1963–1990), französischer Radrennfahrer
- Chanton, Giancarlo (* 2002), Schweizer Eishockeyspieler
- Chantoux, Alphonse (1920–1998), französischer, römisch-katholischer Ordensgeistlicher, Apostolischer Präfekt von Fada N’Gourma
- Chantra, Somkiat (* 1998), thailändischer MotorradrennfahrerSomkiat Chantra (* 1998)

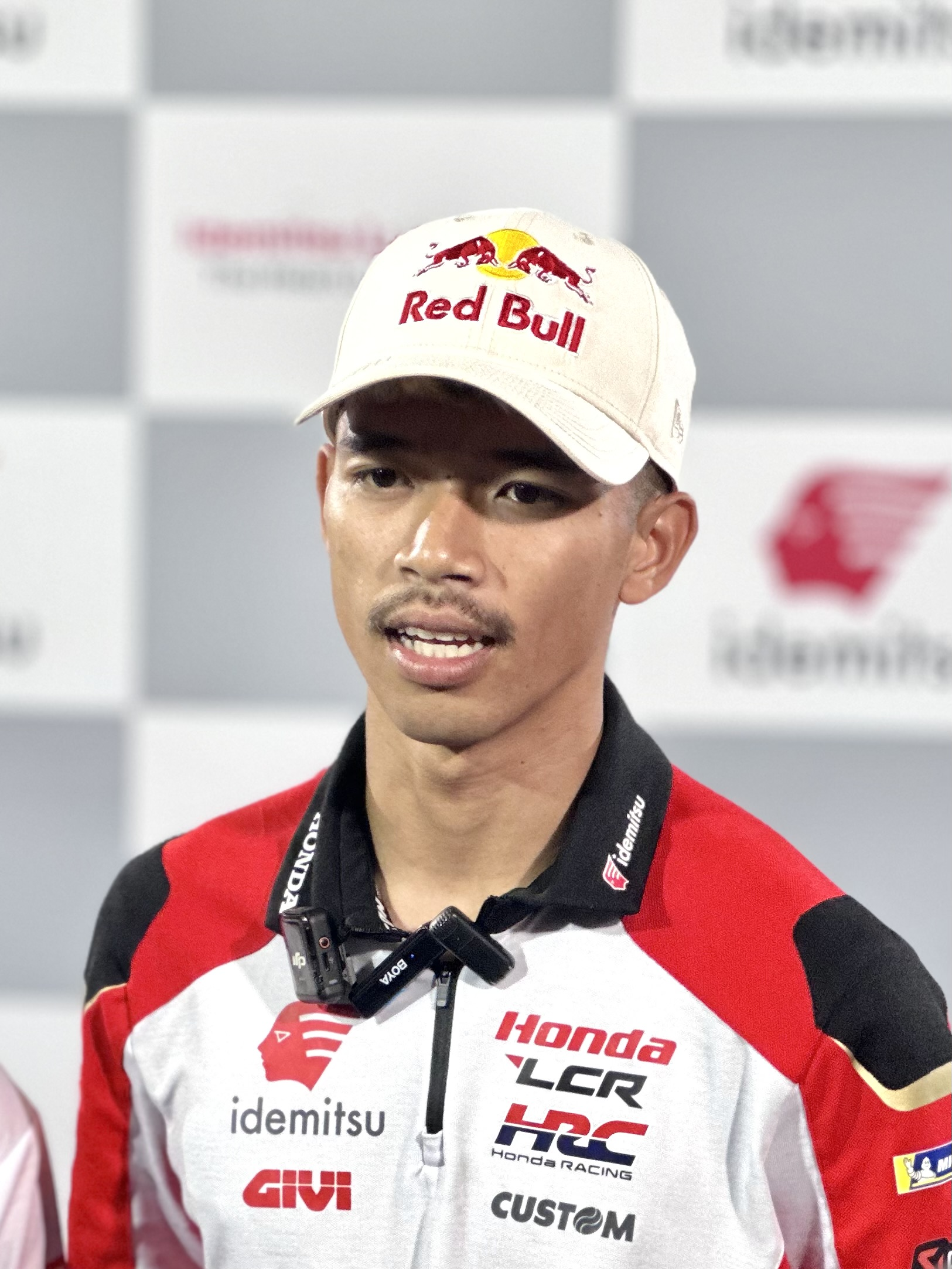
Somkiat Chantra (* 1998)

- Chantraine, Alexis (1901–1987), belgischer Fußballspieler
- Chantraine, Catherine (* 1993), belgische Tennisspielerin
- Chantraine, Heinrich (1929–2002), deutscher Althistoriker
- Chantraine, Hubert (* 1945), belgischer Arzt und Politiker
- Chantraine, Pierre (1899–1974), französischer Gräzist
- Chantre, Auguste (1836–1912), Schweizer evangelischer Geistlicher und Hochschullehrer
- Chantre, Ernest (1843–1924), französischer Archäologe, Paläontologe, Anthropologe und Geologe
- Chantre, Teofilo (* 1964), kapverdianischer Sänger, Songwriter und Textdichter
- Chantrel, Augustin (1906–1956), französischer Fußballspieler
- Chantrel, Jacques (1902–1971), französischer Autorennfahrer
- Chantrey, Francis Leggatt (1781–1841), britischer Maler und Bildhauer
- Chantron, Alexandre-Jacques (1842–1918), französischer Porträt-, Stillleben- und Aktmaler sowie Fotograf
- Chantschew, Wesselin (1919–1966), bulgarischer Schriftsteller
- Chantzi, Elissavet (* 1977), griechische Radrennfahrerin
- Chantziaras, Konstantinos (* 1982), griechischer Handballspieler
- Chantzopoulos, Charalampos (* 1994), griechischer Fußballspieler

### Chanu
- Chanu Sharmila, Irom (* 1970), indische Menschenrechtlerin
- Chanu, Saikhom Mirabai (* 1994), indische Gewichtheberin
- Chanu, Sanamacha (* 1978), indische Gewichtheberin
- Chanukan Karin (* 1997), thailändischer Fußballspieler
- Chanut, Jean (1909–1980), französischer römisch-katholischer Geistlicher, Trappist und Abt
- Chanut, Pierre (1601–1662), französischer Diplomat
- Chanute, Octave (1832–1910), US-amerikanischer Eisenbahningenieur und Luftfahrtpionier

### Chanw
- Chanwengo, Godfrey (* 1999), ugandischer Sprinter
- Chanwitcha Chumswad (* 2003), thailändischer Fußballspieler

### Chany
- Chany Dakota (* 1996), deutsche Schauspielerin, Sängerin, Moderatorin, Influencerin, Autorin und Unternehmerin
- Chanyeol (* 1992), südkoreanischer Schauspieler, Rapper und SängerChanyeol (* 1992)

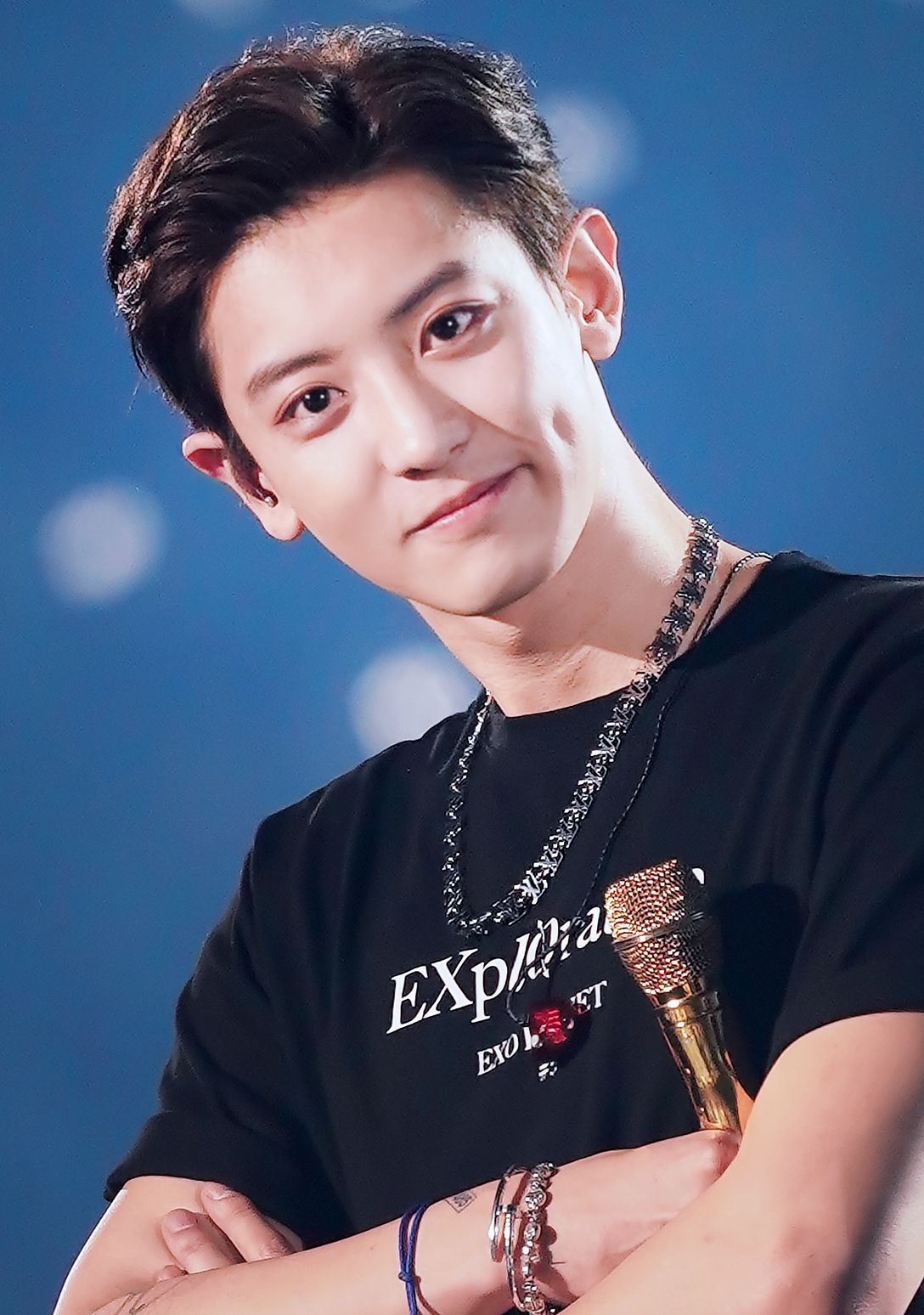
Chanyeol (* 1992)

- Chanykow, Nikolai Wladimirowitsch (1819–1878), russischer Forschungsreisender
- Chanyut Thepchanthuek (* 1998), thailändischer Fußballspieler

### Chanz
- Chanzy, Antoine (1823–1883), französischer General, Diplomat und Politiker, Mitglied der Nationalversammlung